# 索尼
索尼（日語：ソニー；曾译作「新力」）是源自日本的跨國綜合企業，由擁有技術研發背景的井深大與擅長公關、行銷的盛田昭夫於1946年共同創辦。以研製電子產品為主要事業，經營領域橫跨消費電子產品、電子游戲、金融、娛樂產業、半導體、智慧型手機、相機、攝影機、音響等，擁有全世界的品牌知名度；旗下品牌有Xperia、Walkman、索尼音樂、哥倫比亞影視、PlayStation、Alpha等。多次为美国《财富》杂志评选为世界500强企业之列。現今總部位於東京品川的索尼城（Sony City）。

## 历史

### 創業初期：從東通工到SONY

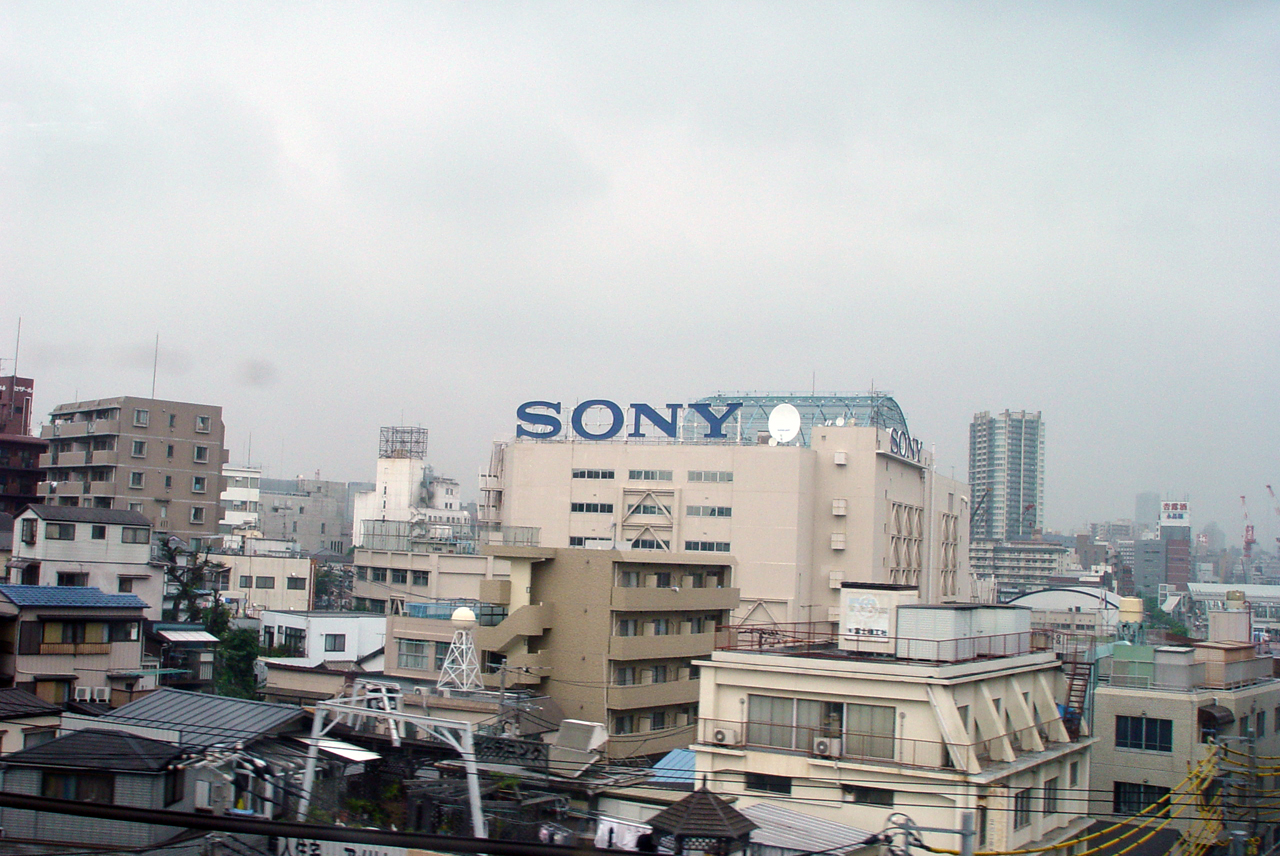
位於東京御殿山的索尼舊總部大樓（攝於2005年）

1945年10月，井深大在東京日本橋的白木屋百貨倉庫成立“東京通信研究所”（該址現為COREDO日本橋）。盛田昭夫在井深大的邀請之下加入共同經營，並獲得盛田家族經營的釀造廠支援日圓19萬資金，於1946年正式成立“東京通信工業株式會社”（簡稱「東通工」），同時遷址到品川區御殿山（總部至2007年遷離至港區港南），御殿山因而成為日後索尼的發祥地。井深大在其公司“成立意旨書”當中期望要「充分發揮勤勉認真的技術人員的技能，建立一個自由豁達、輕鬆愉快的理想工廠」，期待成為「工程師的樂園」。
成立初期經營無法穩定成長，直到10年後的1955年發展當時不被看好的電晶體技術，開發出日本第一部電晶體收音機“TR-55”一舉成功，公司營運終於漸入佳境；同年，公司開始以拉丁文「Sonus」及英文詞「Sonny boy」組合而成的「SONY」（索尼）做為品牌名稱，並以此名稱進軍美國。1958年，公司更名為「索尼株式會社」。

### 單槍三束彩色映射管Trinitron
1950年代，索尼的黑白電視雖然大賣，但是卻一直沒有積極設法進入彩色電視的市場。在這之後的1964年，井深大堅持以良率極低的獨自架構「Chromatron」製造彩色電視，導致一部的開發成本高達四十萬日圓，進而使得市場的推廣極為不順，僅賣出一萬三千部左右，讓公司已經到達倒閉的邊緣。為此，盛田昭夫更特別透過董事們的關係，從日本開發銀行取得六億五千萬日圓的貸款，來因應公司的危機。1966年秋天，井深大終於宣佈，其將親自領導一個開發小組，希望能夠創造出SONY專屬的彩色映射管。之後，由工程師吉田進想出、宮岡千里實現單槍三束電子槍架構，配合上大越明男所提案的Aperture Grille柵狀遮罩，終於成功於1968年4月，開發出稱為「Trinitron」的獨自彩色映射管。經過再來的強力推進，SONY達成的半年內實用化的艱钜任務，於1968年10月，對日本市場送出世界的Trinitron搭載電視KV-1310，並且在日後一舉引爆全球的搶購熱潮。盛田昭夫之前自日本開發銀行所貸出的巨款，也在3年內迅速得以還清。

### Betamax的創造與映射記錄規格大戰

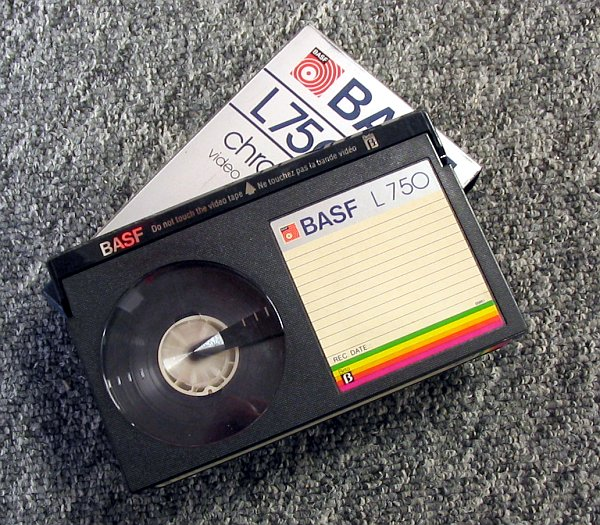
Betamax錄影帶

1970年，索尼與JVC、松下共同發表了專業領域用的「U-Matic」錄影系統，正式為日後的錄影帶格式戰揭開序幕，1975年4月16日，索尼發表了全球第一個針對民用市場開發的錄影系統Betamax，同時推出了第一款機型－SL-6300，一舉讓其成為全球性的消費性電子映射大廠。1976年9月，日本JVC亦推出了VHS規格搭載的HR-3300，讓松下幸之助決定要松下放棄其獨自的系統VX，轉而加入VHS陣營。在錄影帶格式戰中，由於VHS透過犧牲畫質達到比Betamax更長的錄製時長，以及Betamax在索尼不願意開放規格授權的情況下，VHS以Betamax三倍的速度迅速擴張市場。最後索尼於1988年開始生產VHS錄影機，這一年經常被認為是格式戰結束的一年。

### 風靡全球的隨身聽－WALKMAN

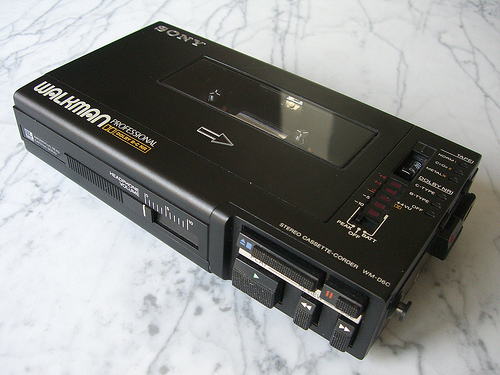
具備Dolby C NR錄音的最強悍業務用WALKMAN，WM-D6C

1979年3月，在井深大的要求下，音響部門以記者用的小型錄音機“新聞人”（Pressman）修改成體積更小的錄音機，在得到許多人称贊其良好的音質評價後，在盛田昭夫的主導下，索尼在1979年7月開始，推出了Walkman隨身聽，盛田昭夫將Walkman定位在青少年市場，並且強調年輕活力與時尚，並創造了耳機文化，1980年2月開始在全世界銷售，並在1980年11月開始全球統一使用“Walkman”這個不標準的日式英文為品牌，直到1998年為止，“Walkman”已經在全球銷售突破2億5000萬部。盛田昭夫在1992年10月受封英國爵士，英國媒體的標題是：《起身，索尼隨身聽爵士》。

### 收購哥倫比亞電影
索尼在Betamax與VHS影像紀錄競爭中慘敗後，盛田昭夫認為有必要將最高檔的硬體與最先端的內容結合，才能掌握市場。1989年9月25日，在盛田昭夫的主導下，日本索尼陸續併購了CBS的電影與音樂部門（哥倫比亞三星製片和哥伦比亚唱片），使它成為索尼影視娛樂（Sony Picture Entertainment）的旗下子公司。在當時的時空背景下，日本經濟大幅成長，奠定了世界第二大經濟體的地位，而美國的經濟卻是走下坡般萎靡不振。其中以日本三菱集團買下紐約的地標洛克斐勒大樓以及索尼公司以60億美元天價買下哥倫比亞三星電影公司，創下了當時日本最大的一宗海外併購案，被一些美國人視為「日本人入侵美國」。但是，這椿日本歷史上金額最高的收購案也一度使索尼成為日本歷史上虧損額度最高的企業。1980年代末期，爆發了日本泡沫經濟危機，而索尼電影事業群也因為票房不佳，而從此慘賠數年，成為當時索尼獲利的主要障礙。直到1997年，霍華德·斯金格主導改革，逐漸獲利，並於2001年拍攝電影《蜘蛛人》賣座後，電影事業群終於翻身成為索尼主要的獲利支柱。2004年11月，由時任美國索尼董事長-霍華德·斯金格主導，併購歷史悠久的米高梅電影公司，成為世界第一大的電影製作公司。

### 空前成功的PlayStation

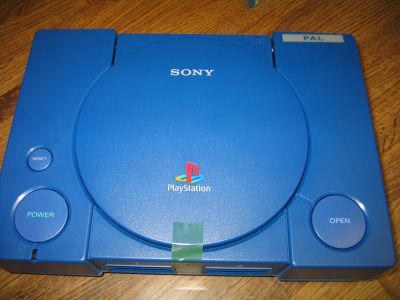
PAL規格的調試用藍色PlayStation

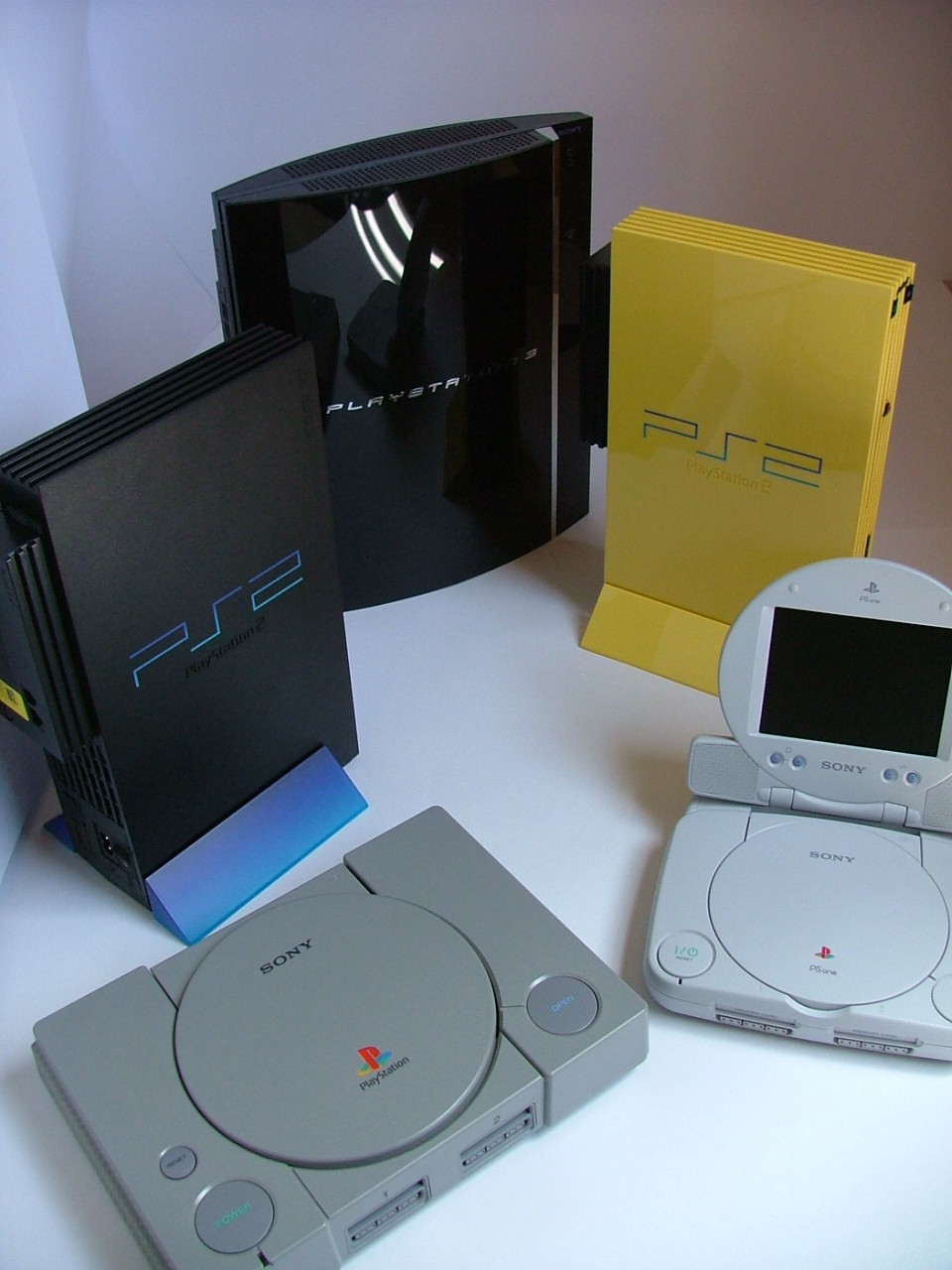
PlayStation（灰色）、PS one（白色，裝上專用5吋RGB直通螢幕）、PS2（啞黑色、黃色2千萬台特別版）、PS3（亮黑色）

由於任天堂公司所出品的紅白任天堂主機的成功，促使索尼在1988年宣佈與任天堂合作，共同開發超級任天堂用CD-ROM主機。1992年5月在某些原因之下合作破局，久多良木健向當時最高經營決策者大賀典雄全力爭取開發新一代遊戲機計畫，大賀典雄在眾多的反對聲浪中，強力為久多良木健的遊戲機開發計畫背書，1993年開始，索尼旗下的“日本索尼音樂”成立索尼電腦娛樂（SCEI），並計畫代號PS-X開發新一代的CD-ROM遊戲主機，全力對抗任天堂所主導的遊戲市場。1994年12月3日，SCE正式推出了旗下第一款遊戲機－PlayStation（PS），當時的主要對手為世嘉公司同年推出的SEGA Saturn主機。2000年7月7日，SCE推出體積較小的改版，名為PS one。2000年3月4日，推出後繼機PlayStation 2（PS2），並以當時最先進的DVD-ROM作為遊戲的搭載媒體。2004年10月29日，推出薄型的改版PlayStation 2 Slimline。2004年12月12日，推出第一款手提遊戲機－PlayStation Portable（PSP）。截至2007年3月31日止，PlayStation系列，銷售量高達2億3000萬部，成為繼Walkman後，全球最為成功的產品。
2006年11月11日，SCE推出PlayStation 3（PS3），搭載藍光光驅（Blu-ray Disc）以提供1080p高畫質遊戲及影音機能，並內建硬碟及支援藍芽和Wi-Fi無線通訊。初期PS3成本過高導致價格高昂、遊戲軟件不足、多款PS、PS2年代獨佔的遊戲因延期或跨平臺等不利因素，使PS3在日本、歐美以及亞洲市場上，銷售量一度落後於同世代的任天堂的Wii及微軟的Xbox 360。2009年11月，配合低價版PS3上市以及遊戲資源逐漸完整，在新一季全球銷售量已逆勢上揚。截至2011年5月止，全球累計銷售量達5000萬部。PS3的薄型改版PlayStation 3 Slim於2009年底推出，更薄的PlayStation 3 Super Slim於2012年底推出。2011年12月19日，SCE推出新一代手提遊戲機－PlayStation Vita，與同時期的Nintendo 3DS直接競爭。2013年11月15日，SCE推出PlayStation 4（PS4），本世代採用AMD的客製化APU，支援HDR輸出，並提供更豐富的線上功能與社交體驗。2016年底又相继推出薄版PlayStation 4 Slim与更高效能，支持4K遊戲的PlayStation 4 Pro。2020年11月12日推出同樣採用AMD客製化APU，支援光線追蹤、120fps等新技術的PlayStation 5，並同時推出沒有光碟機的「數碼版」PS5，為索尼家用遊戲主機系列的首次。2023年底推出體積略小的PlayStation 5 Slim，採用了可拆卸式光碟機，數位版新主機將可以通過安裝光碟機變成光碟版主機。2024年9月11日，硬件性能更强PlayStation 5 pro正式推出，并同年11月7日上市。

### 精神再生，数码、夢想、小孩
在大賀典雄的欽定下，躍過十四位資深董監事與資深元老，索尼在1995年3月22日宣佈由默默無聞的出井伸之出任社長，激起媒體記者一片「出井是誰？」的疑問，1995年4月1日上任，也開啟了10年的出井伸之数码夢想時代。1995年5月26日，出井伸之在年度管理會議上提出了「精神再生」、「数码、夢想、小孩」兩個公司經營方向的願景與主軸以迎接「数码浪潮」的來臨，出井伸之認為索尼賣的是個人體驗，我們存在的理由是創造人們的欲望，提供一種夢想。他的結論是：索尼賣的是個人體驗，電影、VAIO、PlayStation、Walkman等等。它們不是維持人類生命的必需品，我們存在的理由是創造人們的慾望，進入他們的生活，提供一種夢想，為了達到這目地，我們得保持充滿好奇和歡樂的赤子之心，給予人們一種像孩子般無憂無慮的快樂生活。」「如果不發展出一個嶄新的業務模式，索尼將淪為網路操作者零部件供應商。新的索尼產品就應是娛樂、電子和情感的融合。」
在公司的內部改革中，1997年6月，出井伸之導入美國執行董事制度，將原38位董事削減至10人，並提高外部董事的人數，同時定義董事會的功能是「決定索尼集團經營方針及重要事項，並監督各項事業單位所執行的業務。」以電子、遊戲、娛樂、金融四大領域，帶進數位化、網路化。1996年後索尼陸續推出了CyberShot數位相機、VAIO筆記型電腦、Clie PDA（個人數位助理，已停產）等數位化的產品，並在市場上獲得了空前的成功。而在原本收益極差的電影事業群，找來了媒體人霍華德·斯金格，在其改革下營運逐漸好轉，而後推出《蜘蛛人》、《臥虎藏龍》等熱門影片，娛樂事業群成為索尼的重要獲利來源。在2001年4月公佈的2000年財報，索尼靠著PlayStation 2的熱賣，獲得了成立以來的最高獲利25億美元。

### 隕石墜落般的危機

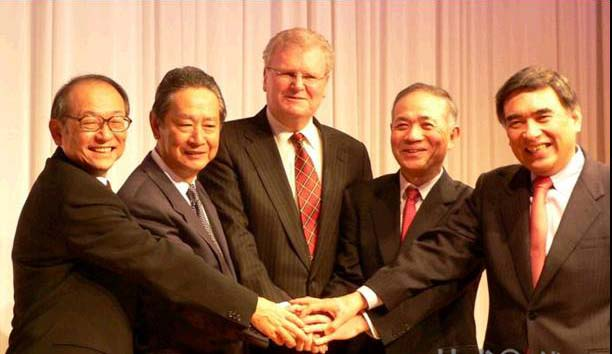
索尼2005年3月，新舊高層交接：安藤國威、出井伸之、霍華德·斯金格、中鉢良治、井原勝美（由左至右）

PlayStation遊戲機打敗了勁敵任天堂、逼走了SEGA、數位相機領先傳統相機品牌、影像接收晶片獨佔市場、VAIO系列個人電腦熱賣。但自2001全球經濟衰退、網路泡沫化；1994年發表至今PlayStation開發後已經有10年未再發表獨創性的產品；本身在電子領域中因為Walkman不支持MP3格式造成蘋果電腦的iPod數位隨身聽在全球熱賣，取代了Walkman原有地位；擁有自傲的特麗霓虹（Trinitron）技術的WEGA彩色映射管電視而錯估液晶電視的發展，使得擁有液晶技術的夏普（Sharp）取得電視影像的領導地位...一連串的決策錯誤以及電子產品價格不斷壓縮等因素，使得索尼在2000年得到的空前成功，到了2002年嚴重受挫。
而另一方面在權力鬥爭中，資深員工常表示「出井先生的思想太超前了，我們常常跟不上他。」並表達對於出井伸之的不滿，而無實質權力的榮譽會長-大賀典雄在其影響力下，出井伸之的併購Palm、蘋果公司計畫一一遭到封殺。2002年，董事會所通過的人壽保險事業出售美國GE金融的50億美元交易上，在金融事業群的管理階層與員工聯合抗爭並得到大賀典雄的支援下，交易被草率地終止。
2003年4月，索尼公佈2002年財政年度報表，公司巨額虧損的消息披露後，索尼危機開始浮現檯面，引發了「索尼震撼」（Sony Shock），索尼股票連續2天跌停25%，並誘發日本股市的高科技股紛紛跳水，帶動日經指數大幅下跌，震撼了日本股市，高科技公司的股票紛紛遭到拋售。出井伸之遭受批判“作夢做太久”、“不務正業”聲音也不斷出現，從過去被評選為“最成功的CEO”淪落成“最差勁的CEO”。2003年12月，出井伸之在《非連續時代》一書中，認為網路的力量就像隕石墜落一樣，恐龍因此慘遭滅絕，現在的索尼正有如此的危機存在。當月也發布了期望三年內電子部門盈餘可以達到10%的「轉型60」改革計劃。
2005年3月7日，日本索尼董事會讓外界震撼地任命美國索尼董事長霍華德·斯金格出任索尼集團會長兼CEO，並於2005年6月22日正式經由股東大會通過最終投票，成為索尼史上第一位外籍領導人，而備受矚目的PlayStation開發者-久多良木健不但意外出局，同時也與出井伸之、安騰國威退出董事會，也意味著索尼的出井伸之時代結束。
霍華德·斯金格出生在英國的威爾斯，曾任CBS-哥倫比亞廣播公司電視新聞記者，他在負責美國索尼公司營運任內，成功重振電影與音樂事業部門，他的首要任務必須完整協調旗下各自為政的部門，改革僵化的傳統管理制度，並且改善無法獲利的電子部門。由大賀典雄欽定的出井伸之，原本計畫要在2006年索尼60週年時退休，卻因為無法挽救索尼的財務狀況而提前退出，而「轉型60」計畫也似乎宣告無法完成。對於索尼這家日本企業，任命外國人出任會長，是該公司前所未見的巨變。

### 中期企業策略與娛樂未來

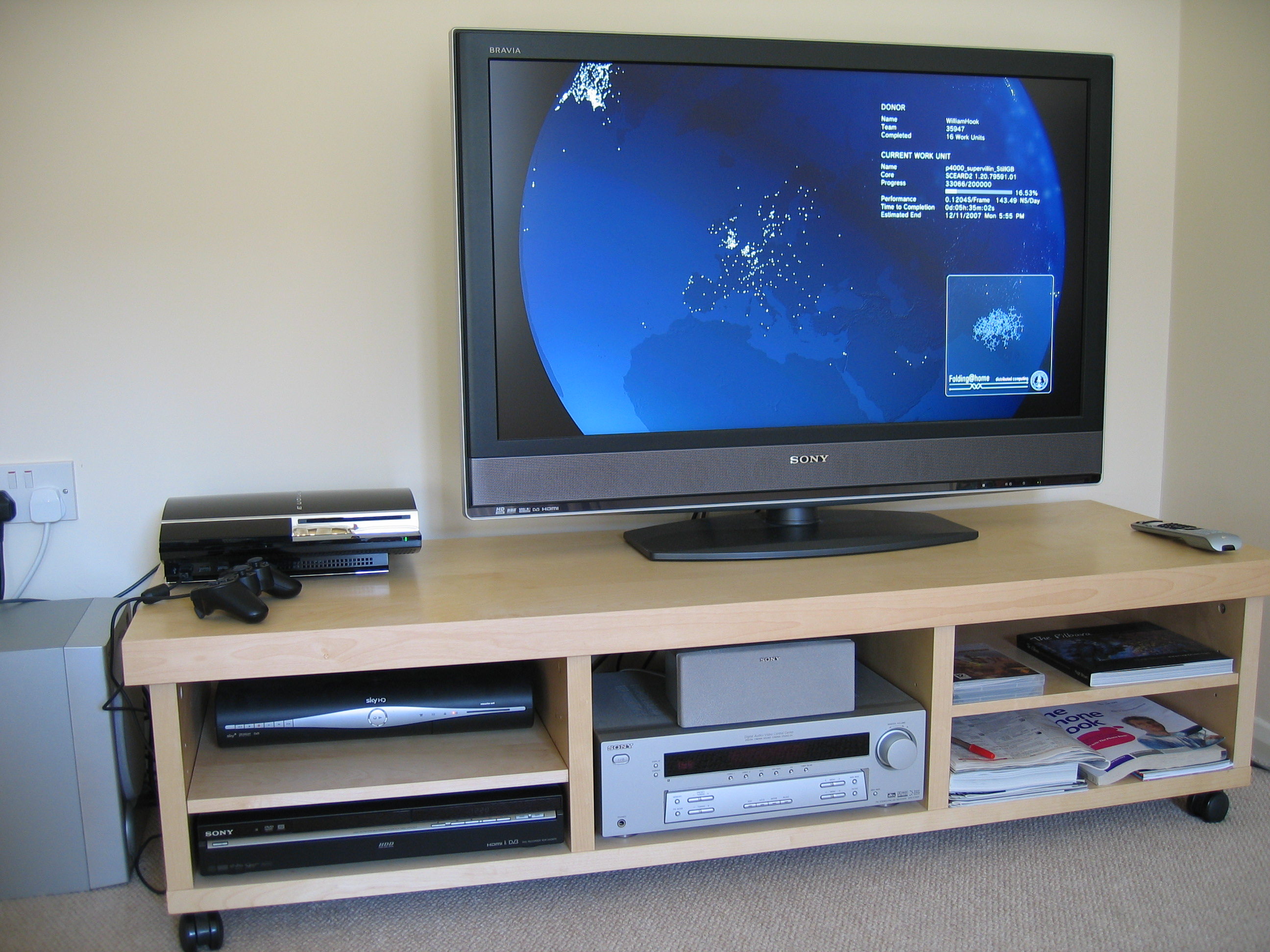
2007年的SONY家庭劇院全套展示

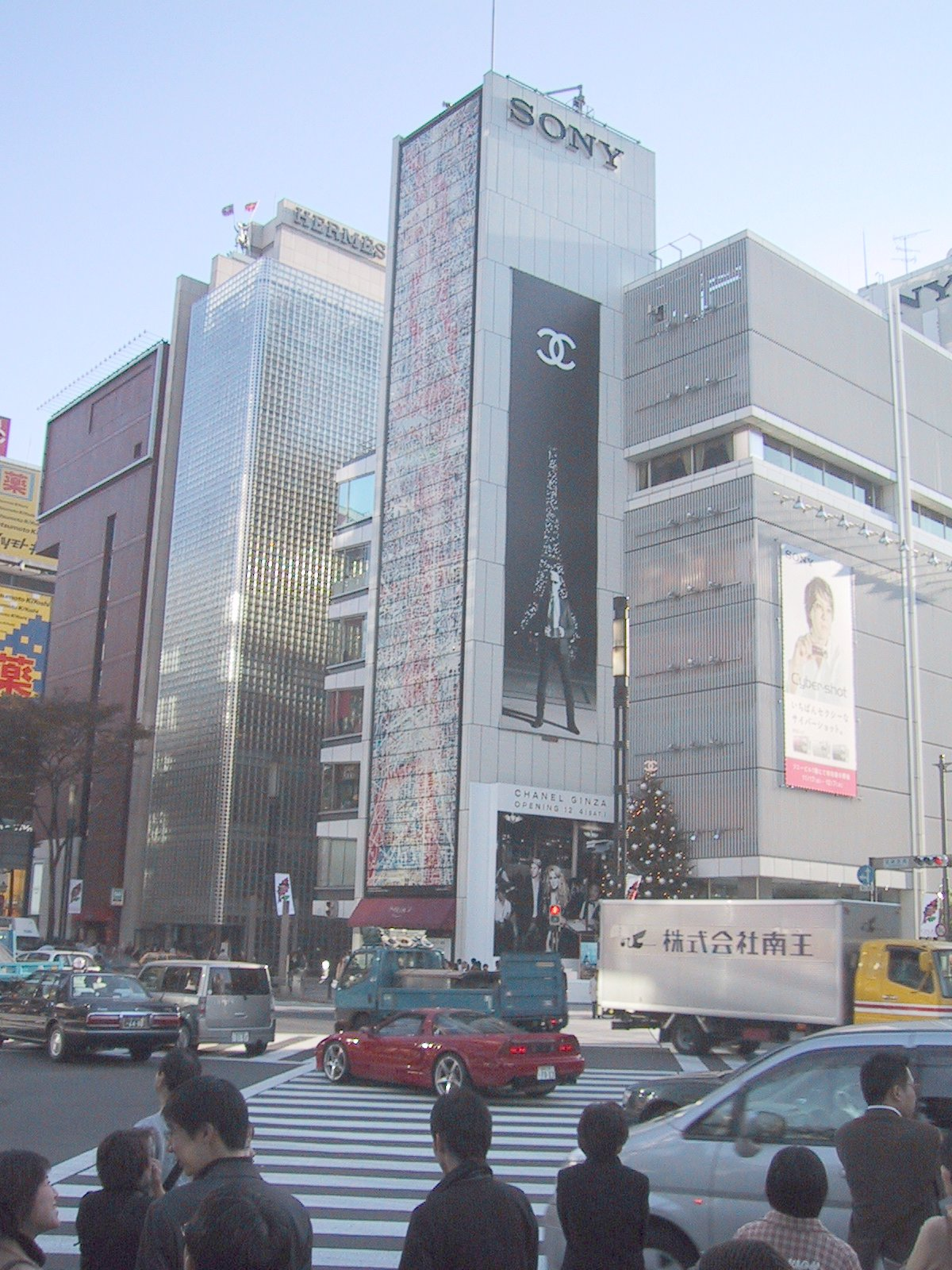
位於銀座的索尼大厦，2017年拆除，原址2018-2020年变为「索尼公园」，2020年秋季重建

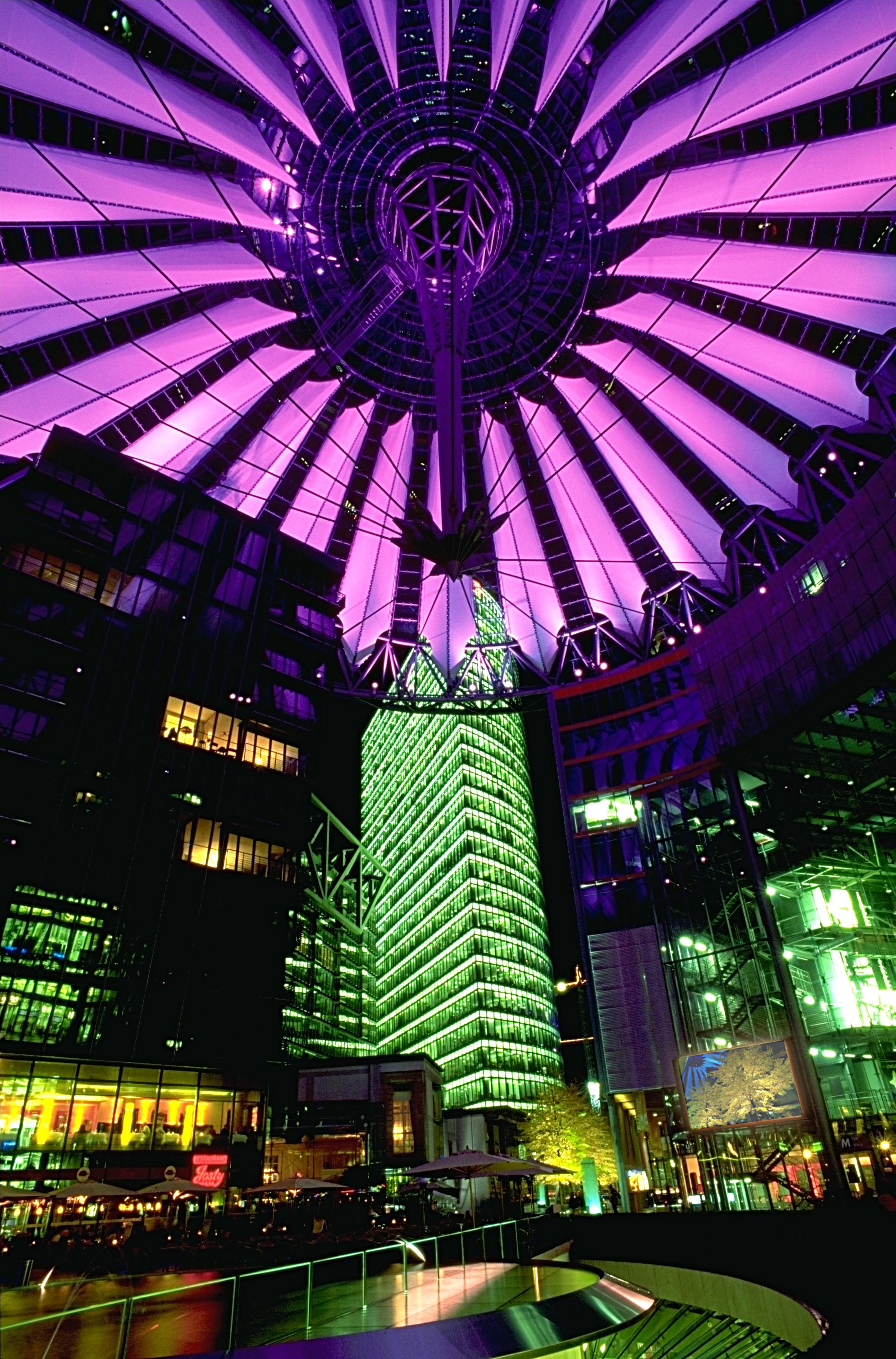
位於柏林的索尼中心

2005年9月22日，在霍華德·斯金格以及中鉢良治的主導下，索尼公佈了代號「日本計畫」（Project Nippon）的“中期企業策略（2005-2007會計年度）振興電子事業強化集團表現”改革政策，2007年度底預定裁減日本國內4千、國外6千名員工，共將裁員1萬人，產品種類也將減少20%，製造工廠擬關閉11家，從65家減少到54家，在整體的財政評估調整之後，期望在2007年度末減少2千億日圓（約17億8千600萬美元）成本，營業額約可達8兆日圓。
電子、遊戲、娛樂產業被索尼列為重點產業，電玩方面，索尼擬於2006年中旬推出「PS3」，同時強化自行開發的電玩軟體；娛樂方面，將追求電影事業的穩定成長，以及擴大網路下載音樂事業等等；電子方面，將取消以往公司林立、各自為政的經營方式，加強各單位在商品和產銷戰略上的橫向合作，改由社長兼電子產業執行長的中鉢良治，來統籌指揮整個電子家電事業。QRIO機器人、AIBO機器狗和豪華品牌QUALIA三個項目將會被凍結，成為索尼結構改革中的第一批犠牲品；捨棄WEGA品牌而在全球推出BRAVIA電視品牌全力搶佔液晶電視市場；並調整目前以北美、歐洲、日本、其他地區四區規劃，調整為北美、歐洲和東亞區，新確定東亞區域包括中國大陸、香港、台灣、韓國與日本市場。這項業務調整，首度將東亞市場放在與北美和歐洲同樣重要地位，全面進軍中國這個僅次於美國的全球第二大市場。
2006年開始，3月後正式廢止公司長久以來的資深退休員工轉任顧問制度 （页面存档备份，存于）。6月7日，索尼在將日本分別銷售雜貨用品、化妝用品、飲食餐廳的零售事業群出售了60%股權給日興資本投顧公司（Nikko Principal Investments Ltd）共同合組StylingLife Inc，並納入六個零售事業，10月1日起，索尼集團調整電子業務負責人以加強中長期發展策略，進一步支持核心業務，並重點加強產品開發和產品品質領域。研發和所有新業務職能將會集中在索尼總部，直接由中缽良治領導。
在2006年國際消費電子展上，索尼公司公佈娛樂業務的未來發展相關的戰略：重點發展四大支柱業務，即高清、數位影院、遊戲和電子娛樂，以強化其作為一家全方位娛樂服務公司的地位。
在2007年國際消費電子展上，霍華德·斯金格表示，該公司先前以一個單位的成功來彌補另一個單位的虧損之做法將成為歷史。他說：「我們必須習慣於每個單位都能賺錢的想法。」，受到美國電子產品業務恢復熱絡的提振，Sony在2008年3月結束的會計年度營業利潤率可以達到5%。他有信心該公司仍然可以達到長期的利潤率目標。
由於一連串的大規模改革政策成功，2008年5月14日發布2007年會計年度（2007年4月－2008年3月）財報，索尼不僅擺脫過去幾年的困境，並創下索尼史上最高營業額、利潤。2008年6月26日，發布中期企業策略（2008-2010會計年度）「成為全球領先的互聯網消費電子與娛樂公司」改革政策，營業額達到“萬億日元”液晶電視、数字影像、遊戲和行動電話業務外，再擴大個人電腦、藍光光碟相關產品和零件／半導體業務的發展，使新公司的“萬億日元業務”達到七個領域；確保到2010財年，有90%的消費電子產品具備網路化和無線上網功能；從2008年夏天起，在PLAYSTATION Network上開始推出視訊下載服務，到2010財年在主要的索尼產品中推廣該服務；將“金磚四國”（巴西、俄羅斯、印度、中國）的年銷售業績提升到2兆日元。索尼將5%的營業利潤率作為其利潤率底線，以創造足夠的現金流持續引領與創新。同時，2010財年的年股本回報率目標設定為10%。在今後的三年內，索尼計畫投入1.8萬億日元開展核心業務和技術研發。霍華德·斯金格表示我們的使命是成為消費電子及娛樂產品的全球領導品牌。
再寫下索尼史上最高營業額、利潤不久後，2008全球金融危機的衝擊下，索尼遭受嚴重的獲利衰退，除經濟低迷外，最大因素莫過於與日元升值強勢，拖累多數日本公司獲利。2008年12月9日，索尼發布「提升電子業務贏利能力和運營效率的措施」，在索尼經受經濟環境急劇下滑影響最重的電子業務中，索尼已經採取了一些短期措施，包括調整生產、降低庫存水準、削減營運花費。此外，索尼將調整產品價格以減輕日元升值的影響，取消或推遲部分投資計畫，減少或撤出不贏利或非核心的業務。作為進一步的措施，索尼將重新規劃國內和海外的生產工廠、員工重新安置、並且實施裁員。通過這些措施，索尼力求建立一個有能力在截至2010年3月31日的財年（2009財年）內，削減超過1000億日元成本的企業架構。
2009年2月27日，索尼公司發布重大經營體制改革計畫，將根本性地重組該公司的電子和遊戲業務，並整合出「網路化產品與服務集團」、「消費產品集團」兩大集團，從而在全球經濟危機中提升贏利能力和競爭力。這些措施還將通過將兩大業務集團戰略性整合，加快創新性網路產品與服務的開發。社長中鉢良治轉任索尼公司副會長，會長霍華德·斯金格兼任社長並直接領導電子事業群，此計畫於2009會計年度正式生效。2009年9月3日，索尼公司在德國柏林的歐洲消費性電子展（IFA 2009），發布了集團統一訊息「make.believe」，並發布跨入3D電視領域。2009年11月19日，索尼公司以以4月的經營改革計畫為基礎，進一步的加速創新和增長、優化業務流程，特別是在電子和網路服務業務領域，索尼正在實施更多轉型措施，索尼旨在達成以下目標：到2013年3月31日的財年結束時，運營利潤達到5%、股本回報率達到10%。

### One Sony
2012年，平井一夫上任索尼总裁兼CEO，提出整合索尼内部的“One Sony”改革计划，并为电子业务定下影像技术、游戏、移动三大主要发展方向。
2016年7月28日，村田製作所收購索尼旗下索尼能源設備（Sony Energy Devices）鋰離子聚合物電池和鋰離子電池业务及其在中国和新加坡生產跟電池相關產品的工廠，但不包括以Sony為品牌的行動電源、鹼性電池、鈕扣電池等針對一般零售市場的電池事業。
2019 年，索尼合併了其移動、電視和相機業務。
2020年4月1日，索尼成立一家中间控股公司“索尼电子公司”（Sony Electronics Corporation），整合构成其电子产品和解决方案（EP＆S）部门的三项业务（影像产品与解决方案、家庭娱乐与音频、移动通信）及相关的全球销售和市场营销、制造、物流、采购和工程平台业务。
2021年4月1日，索尼公司更名为“索尼集团公司”（ソニーグループ株式会社），索尼电子公司更名为“索尼公司”，並合併索尼移动通信、索尼家庭娱乐及声音产品和索尼影像产品及解决方案。
2021年10月1日，索尼收购总部位于美國德州Austin的视频游戏开发商 Bluepoint Games； 条款未公开。Bluepoint Games 成立于 2006 年，以其视频游戏重新制作和重制而闻名。

## 索尼的文化與價值

### 歷任經營團隊
| 時間   | 会长          | 社长          | 備註                                                                           |
| ------ | ------------- | ------------- | ------------------------------------------------------------------------------ |
| 1946年 |               | 前田多門      | 創辦人井深大擔任技術部門負責人；盛田昭夫擔任營業部門負責人                     |
| 1950年 |               | 井深大        |                                                                                |
| 1971年 | 井深大        | 盛田昭夫      |                                                                                |
| 1976年 | 盛田昭夫      | 岩間和夫      | 井深大升任榮譽會長；1976年6月，導入CEO制度                                     |
| 1982年 | 盛田昭夫      | 大賀典雄      | 岩間和夫逝世，由大賀典雄接任                                                   |
| 1995年 | 大賀典雄      | 出井伸之      | 1994年11月，盛田昭夫任榮譽會長                                                 |
| 2000年 | 出井伸之      | 安藤國威      | 大賀典雄升任榮譽會長                                                           |
| 2005年 | 霍華德·斯金格 | 中缽良治      | 首位非日籍最高負責人上任                                                       |
| 2009年 | 霍華德·斯金格 | 霍華德·斯金格 | 2009年4月，中缽良治轉任副會長                                                  |
| 2012年 | 霍華德·斯金格 | 平井一夫      | 平井一夫2012年4月接任社長兼CEO                                                 |
| 2014年 | 從缺          | 平井一夫      | 2013年6月，斯金格爵士從索尼公司宣布退休                                        |
| 2018年 | 平井一夫      | 吉田憲一郎    | 2018年4月1日起，吉田憲一郎由公司副社長兼CFO升任社長兼CEO，平井一夫正式就任會長 |
| 2019年 | 吉田憲一郎    | 吉田憲一郎    | 2019年6月18日起，平井一夫從索尼集團退休                                        |

- 1946年5月，井深大、盛田昭夫兩人共同出資成立創立「東京通信株式會社」，故稱為創業者，但井深大於1945年即創立「東京通信研究所」，盛田昭夫則是井深大第7位追隨者，所以創業者的順序上井深大都會在盛田昭夫前面。

### 品牌

#### 品牌由來
公司原名「東京通信工業株式會社」、，在逐漸邁入國際化時，盛田昭夫感覺公司全名實在過於冗長，有礙國際化發展，於是希望能想出能夠像ABC、RCA、GE那樣好記又是國際化的名稱。盛田昭夫和井深大翻遍了英文字典，最後決定用拉丁文的（聲音）、英文的或（可愛的孩子）組合成意指「以聲音起家的可愛頑皮孩子」。但在日文詞彙裡的發音與輸錢同音，是不吉祥的辭彙，最後決定去掉其中一個字母，變成了，一個日式的英文字。
品牌第一次出現在1955年上市的電晶體收音機上，盛田昭夫和井深大在說服反對的董事後於1958年1月正式更名（全大寫），這個新名稱念出來完全感覺不出是日本的公司，令美國人以為是自己國家又有親切的感覺，使索尼成功打入美國及海外市場。也曾使某些平常較少接觸電子資訊產業的人，以為是美國品牌。

#### 品牌價值
“SONY”四個字母的品牌價值，近幾年在電子業務上呈現弱勢，依據2005年美國Interbrand公佈「2005品牌價值排行」中，“SONY”價值105億美元，比2004年的131.5億美元衰退了14%，由20名滑落到28名。而富比士在2005年2月28日公佈的「2005全球2000大企業排行」中，索尼排名由2004年的82名滑落至第123名。
但索尼過去所創造品牌魅力，仍然沒有因為消費性電子業務低迷而失去消費者的青睞，在2005年8月31日，Asian Integrated Media委託國際調查機構Syn-ovate在亞洲多個國家和地區進行的「2005亞洲1000名最佳品牌」中，索尼第2年蟬聯第一品牌。哈里斯於2006年7月12日所發布的調查中顯示，索尼第7年蟬聯美國第一最佳知名品牌。
| 資料來源                                                   | 2000 | 2001 | 2002 | 2003 | 2004 | 2005 | 2006 | 2007 | 2008 | 2009                      |
| ---------------------------------------------------------- | ---- | ---- | ---- | ---- | ---- | ---- | ---- | ---- | ---- | ------------------------- |
| 富比士世界2000大企業排名SONY CP ADR （页面存档备份，存于） |      |      |      | 82   | 106  | 123  | 107  | 164  |      |                           |
| 商業週刊世界1000大企業排名                                 |      | 49   | 63   | 149  |      |      |      |      |      | 29 （页面存档备份，存于） |
| 英特品牌全球100大價值品牌                                  |      | 20   | 21   | 20   | 20   | 28   | 26   | 25   | 25   | 29                        |
| 哈里斯年度最佳品牌調查                                     | 1    | 1    | 1    | 1    | 1    | 1    | 1    | 2    |      |                           |

- 商業週刊世界1000大品牌排名以Interbrand為數據[39]。

#### 中文译名
台灣、香港曾長期採用「新力」作為中文譯名，中國大陸則是採用「索尼」作為SONY直接音譯的名稱。自2009年起，SONY定調全球統一中文名稱為「索尼」。

### 文化

#### 創立宗旨書
1946年1月，井深大的創立宗旨書主旨：「要充分發揮勤勉認真的技術人員的技能，建立一個自由豁達、輕鬆愉快的理想工廠。

#### Sony Design
索尼設計中心創立於1961年，由大賀典雄主持，索尼的創業理念就是做「前所未有的」、「永遠領先的」，這同時也是索尼的設計哲學。因此孕育出「原創造型」、「創造新生活品味」、「機能美」、「更便利」之理念設計。

#### 企業標語和理念

##### It's a Sony

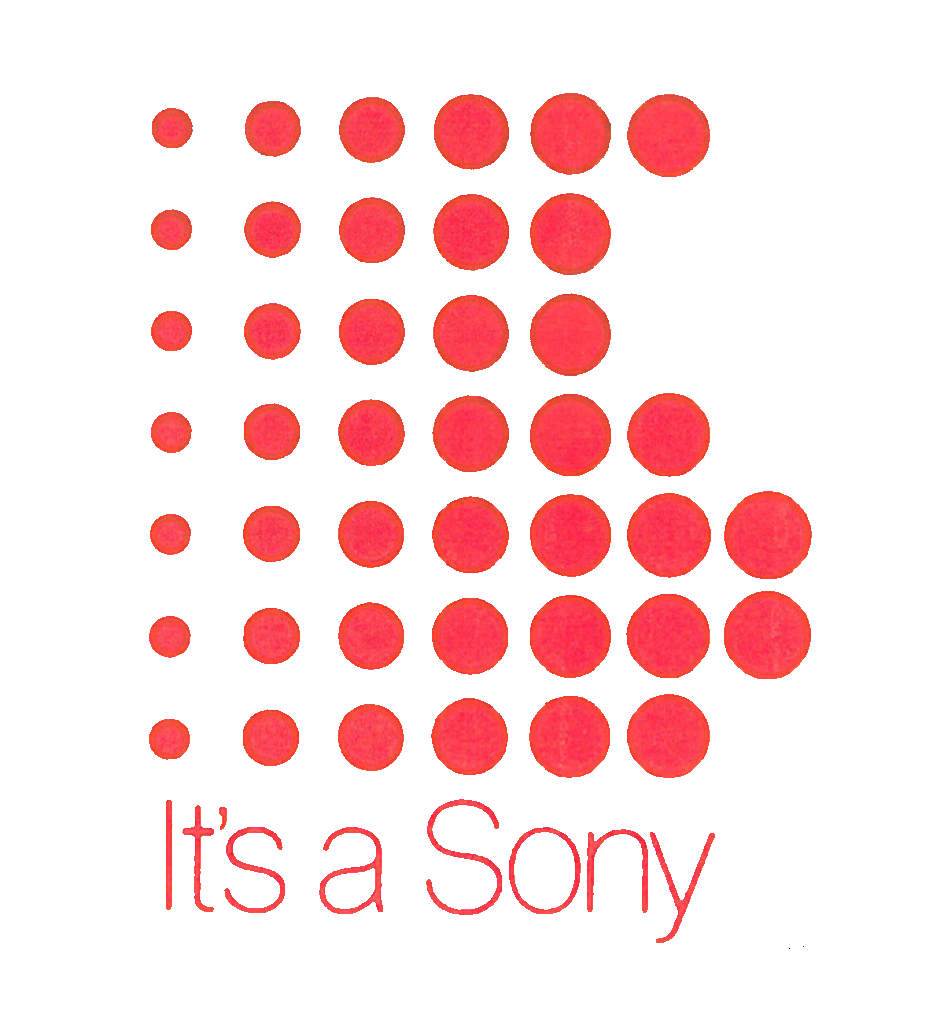
It's a Sony

1982年，索尼公司發表了一個口號和商標，提高公司的整體企業形象。當盛田昭夫看見了設計新設計的「S標記」商標，他認為當人們第一次看了它，他們會想知道它代表了什麼。於是盛田昭夫想著如何吸引人的描述會是需要的解釋「S標記」。後來便發表了這個名詞「It's a Sony!」，盛田昭夫相信這個新口號會帶來新的形象。以後，所有索尼電視廣告中以S標記結束時，跟隨聲音在說-「It's a Sony!」這個圖片和聲音的獨特組合迅速成為了在全世界一個獨特的索尼映射。

##### Digital Dream Kids / Do you dream in Sony?
1998年，在迎接數位世代的來臨之際，索尼公司以「Digital Dream Kids」的概念下所發表的企業形象標語「Do you dream in Sony?We help dreamer's dream」，社長出井伸之認為「索尼賣的是個人體驗，電影、VAIO、PlayStation、Walkman等等。它們不是維持人類生命的必需品，我們存在的理由是創造人們的慾望，進入他們的生活，提供一種夢想，為了達到這目地，我們得保持充滿好奇和歡樂的赤子之心，給予人們一種像孩子般無憂無慮的快樂生活。」「如果不發展出一個嶄新的業務模式，索尼將淪為網路操作者零部件供應商。新的索尼產品就應是娛樂、電子和情感的融合。」。索尼公司以跨入不同領域的方式，滿足消費者更多的需求。當人們想要創造出自己的夢想時，索尼幫你實現。

##### Ubiquitous Value Network
2001年11月12日，索尼公司發表「Ubiquitous Value Network」（無所不在的價值網路）的概念。社長兼營運長安藤國威於美國拉斯維加斯COMDEX會展表示，安藤國威表示：「索尼打算建立一個強有力，新的硬體工作臺，個人電腦和家電設備互相整合，讓消費者享受新的模式。索尼致力於人類在直覺的互動關係發展和數位技術進一步將提高以引起各式各樣新的消費者服務和商品互聯。「無所不在的價值網路」概念是一個設備和產品可互相整合，在2005年前，寬頻網路在社會上到達一個成熟，我們將建立一個硬體平臺，使得消費者不論何時、何地、透過任何上網工具，都能享用到Sony提供的整合性內容及服務，創造一種完全地新的生活方式」。

##### like.no.other
2004年由美國開始率先使用「like.no.other」，其後推展至全世界使用。

##### Sony United
2005年6月，索尼公司實行了全新的經營體系，取消了集團內各分公司對立的局面，索尼公司會長兼CEO霍華德·斯金格爵士認為索尼公司是全球唯一跨越電子、遊戲、娛樂三大核心業務的全方位集團，提倡「Sony United」的加以整合旗下電子、遊戲、娛樂三大核心事業，「Sony United」精神在於發揮索尼集團的所有資源優勢互補，讓索尼的電子業務和娛樂業務相互借力，並產生特別的合作效應，索尼還大力加強集團內部各業務部門的軟體協作開發能力，通過為消費者提供全方位的數位娛樂解決方案實現娛樂內容的跨平臺分享與傳播。「Sony United」為消費者提供前所未有的娛樂體驗的光明前景。

##### make.believe

make.believe

2009年9月2日，索尼公司在IFA（柏林國際電子消費品展覽會）會議上宣佈推出全新口號「make.believe」，代表公司的行動及精神。

##### BE MOVED
2013年，索尼发布新口号「BE MOVED」，使用至今。

#### 民间俗语

##### 索尼大法
在中國大陸，有網友用法輪功口號“法輪大法好”改造為“索尼大法好”對索尼進行惡搞，甚至索尼中国公司也欣然接受“索尼大法好”的调侃。

## 财务

### 主要股东
下列主要股东依照持股多寡排序，资料至2018年3月31日止：
- 花旗银行存托：9.0%
- 日本受託管理人服務信託銀行（日语：日本トラスティ・サービス信託銀行）信託口：6.0%
- 日本Master Trust信託銀行信託口：5.8%
- 摩根大通银行380055：5.0%
- 道富银行信托：2.3%
- 日本受託管理人服務信託銀行（日语：日本トラスティ・サービス信託銀行）信託口5：2.0%
- 道富银行西部客户（West Client） - 条约（Treaty） 50523：1.8%
- 日本受託管理人服務信託銀行（日语：日本トラスティ・サービス信託銀行）信託口1：1.5%
- 日本受託管理人服務信託銀行（日语：日本トラスティ・サービス信託銀行）信託口2：1.5%
- 日本受託管理人服務信託銀行（日语：日本トラスティ・サービス信託銀行）信託口7：1.5%

### 聯合財報業績

#### 2017（2017年4月-2018年3月）財報業績
2018年4月27日，發佈2017年會計年度（2017年4月1日至2018年3月31日）財報。
銷售額 85,440億日元；

運營利潤 7,349億日元；

淨利潤 4,908億日元；
- 遊戲及網絡服務業務(G&NS)
  - 銷售額19,438億日元；運營利潤1,775億日元
- 音樂業務(Music)
  - 銷售額8,000億日元；運營利潤1,278億日元
- 影視業務(Pictures)
  - 銷售額10,111億日元；運營利潤411億日元
- 家庭娛樂及音頻業務(HE&S)
  - 銷售額12,227億日元；運營利潤858億日元
- 影像產品及解決方案業務(IP&S)
  - 銷售額6,559億日元；運營利潤749億日元
- 移動通信業務(MC)
  - 銷售額7,237億日元；運營虧損276億日元
- 半導體業務(Semiconductors)
  - 銷售額8,500億日元；運營利潤1,640億日元
- 金融業務(Financial Services)
  - 銷售額12,284億日元；運營利潤1,789億日元

#### 2016（2016年4月-2017年3月）財報業績
2017年4月28日，發佈2016年會計年度（2016年4月1日至2017年3月31日）財報。
銷售額 76,033億日元；

運營利潤 2,887億日元；

淨利潤 733億日元；
- 移動通信業務(MC)
  - 銷售額7,591億日元；運營利潤102億日元
- 遊戲及網絡服務業務(G&NS)
  - 銷售額16,498億日元；運營利潤1,356億日元
- 影像產品及解決方案業務(IP&S)
  - 銷售額5,796億日元；運營利潤473億日元
- 家庭娛樂及音頻業務(HE&S)
  - 銷售額10,390億日元；運營利潤585億日元
- 半導體業務(Semiconductors)
  - 銷售額7,731億日元；運營虧損78億日元
- 部件業務(Devices)
  - 銷售額1,954億日元；運營虧損604億日元
- 影視業務(Pictures)
  - 銷售額9,031億日元；運營虧損805億日元
- 音樂業務(Music)
  - 銷售額6,477億日元；運營利潤758億日元
- 金融業務(Financial Services)
  - 銷售額10,875億日元；運營利潤1,664億日元

#### 2015（2015年4月-2016年3月）財報業績
2016年4月28日，發佈2015年會計年度（2015年4月1日至2016年3月31日）財報。
銷售額 81,057億日元；

運營利潤 2,942億日元；

淨利潤 1,478億日元；
- 移動通信業務(MC)
  - 銷售額11,275億日元；運營虧損614億日元
- 遊戲及網絡服務業務(G&NS)
  - 銷售額15,519億日元；運營利潤887億日元
- 影像產品及解決方案業務(IP&S)
  - 銷售額7,112億日元；運營利潤721億日元
- 家庭娛樂及音頻業務(HE&S)
  - 銷售額11,590億日元；運營利潤506億日元
- 部件業務(Devices)
  - 銷售額9,358億日元；運營虧損286億日元
- 影視業務(Pictures)
  - 銷售額9,381億日元；運營利潤385億日元
- 音樂業務(Music)
  - 銷售額6,176億日元；運營利潤873億日元
- 金融業務(Financial Services)
  - 銷售額10,730億日元；運營利潤1,565億日元

#### 2014（2014年4月－2015年3月）財報業績
2015年4月30日，發佈2014年會計年度（2014年4月1日至2015年3月31日）財報。
銷售額 82,159億日元；

運營利潤 685億日元；

淨虧損1,260億日元；
- 移動通信業務
  - 銷售額13,233億日元；運營虧損2,204億日元
- 遊戲及網絡服務業務
  - 銷售額9,792億日元；運營利潤481億日元
- 數碼產品及解決方案業務
  - 銷售額7,200億日元；運營利潤547億日元
- 家庭娛樂及音頻業務
  - 銷售額12,073億日元；運營利潤201億日元
- 部件業務
  - 銷售額9,578億日元；運營利潤931億日元
- 影視業務
  - 銷售額8,787億日元；運營利潤585億日元
- 音樂業務
  - 銷售額5,446億日元；運營利潤590億日元
- 金融業務
  - 銷售額10,386億日元；運營利潤1,933億日元

#### 2013（2013年4月－2014年3月）財報業績
2014年5月14日，發佈2013年會計年度（2013年4月－2014年3月）財報。
銷售額 77,673億日元；

運營利潤 265億日元；

淨虧損1,284億日元；
- 影像產品及解決方案業務
  - 銷售額7,412億日元；運營利潤263億日元
- 移動產品及通信業務
  - 銷售額16,301億日元；運營虧損750億日元
- 家庭娛樂和音頻業務
  - 銷售額11,686億日元；運營虧損255億日元
- 部件業務
  - 銷售額7,942億日元；運營虧損130億日元
- 遊戲業務
  - 銷售額9,792億日元；運營虧損81億日元
- 影視業務
  - 銷售額8,296億日元；運營利潤516億日元
- 音樂業務
  - 銷售額5,033億日元；運營利潤502億日元
- 金融業務
  - 銷售額9,938億日元；運營利潤1703億日元

#### 2012（2012年4月－2013年3月）財報業績
2013年5月9日，發佈2012年會計年度（2012年4月－2013年3月）財報。
銷售額 68,009億日元；

運營利潤 2,301億日元；

淨利潤 430億日元；
- 影像產品及解決方案業務
  - 銷售額7,304億日元；運營利潤14億日元
- 移動產品及通信業務
  - 銷售額12,576億日元；運營虧損972億日元
- 家庭娛樂和音頻業務
  - 銷售額9,948億日元；運營虧損843億日元
- 部件業務
  - 銷售額8,486億日元；運營利潤493億日元
- 遊戲業務
  - 銷售額7,071億日元；運營利潤17億日元
- 影視業務
  - 銷售額7,327億日元；運營利潤478億日元
- 音樂業務
  - 銷售額4,417億日元；運營利潤372億日元
- 金融業務
  - 銷售額10,077億日元；運營利潤1,458億日元

#### 2011（2011年4月－2012年3月）財報業績
2012年5月10日，發佈2011年會計年度（2011年4月－2012年3月）財報。
銷售額 64,932億日元；

運營虧損 673億日元；

淨虧損 4,567億日元；
- 消費產品與服務業務
  - 銷售額31,368億日元；運營虧損2,298億日元
- 專業、部件與解決方案業務
  - 銷售額13,138億日元；運營虧損202億日元
- 影視業務
  - 銷售額6,577億日元；運營利潤341億日元
- 音樂業務
  - 銷售額4,428億日元；運營利潤369億日元
- 金融業務
  - 銷售額8,719億日元；運營利潤1,314億日元
- 索尼移動通信業務
  - 銷售額5,289百萬歐元；稅前虧損536百萬歐元，淨虧損1,145百萬歐元

#### 2010（2010年4月－2011年3月）財報業績
2011年5月26日，發佈2010年會計年度（2010年4月－2011年3月）財報。
銷售額71,813億日元；

運營利潤1,998億日元；

淨虧損2,596億日元；
- 消費產品部門
  - 銷售額35,727億日元；運營利潤29億日元
- 通訊網路部門
  - 銷售額15,793億日元；運營利潤356億日元
- 電影部門
  - 銷售額6,000億日元；運營利潤387億日元
- 音樂部門
  - 銷售額4,707億日元；運營利潤389億日元
- 金融部門
  - 銷售額8,065億日元；運營利潤1188億日元
- 索尼愛立信（營收50%計算）
  - 銷售額6,034百萬歐元；稅前利潤133百萬歐元；淨利潤74百萬歐元

#### 2009（2009年4月－2010年3月）財報業績
2010年5月13日，發佈2009年會計年度（2009年4月－2010年3月）財報。
截至2010年3月31日止，索尼的
銷售額72,140億日元；

運營利潤318億日元；

淨虧損408億日元；
- 消費產品部門
  - 銷售額32,277億日元；運營虧損466億日元
- 消費產品部門
  - 銷售額16,758億日元；運營虧損831億日元
- B2B與光碟製造部門
  - 銷售額5,042億日元；運營虧損72億日元
- 電影部門
  - 銷售額7,052億日元；運營利潤428億日元
- 音樂部門
  - 銷售額5,226億日元；運營利潤365億日元
- 金融部門
  - 銷售額8,514億日元；運營利潤1625億日元
- 索尼愛立信（營收50%計算）
  - 銷售額6,457億日元；運營虧損645億日元；淨虧損522億日元

索尼預計2009財年（截至2010年3月31日）銷售額為7兆3,000萬日元；索尼集團發佈了對2010財年業績的預測，預計2010財年索尼集團營業利潤將增加四倍，達1600億日元。在2010財年，索尼集團將進一步推進構造改革、降低運營成本、強化可持續盈利的運營體制。在成長領域，索尼將積極開拓3D相關產品、網路服務業務及新業務，以期進一步增長。

#### 2008（2008年4月－2009年3月）財報業績
2009年5月14日，發佈2008年會計年度（2008年4月－2009年3月）財報。電子業務部門，2008全球金融危機的衝擊下，索尼遭受嚴重的獲利衰退，除經濟低迷外，最大因素莫過於與日圓升值強勢以及削價競爭。與上一財年相比銷售收入下降17.0%。遊戲業務方面，主要受到日元升值和“PS2”銷售數量同比下降的影響，銷售收入同比減少18.0%。電影業務方面，受到日元升值以及DVD影碟銷售減少影響，銷售收入同比減少16.4%。此外，出售KirchMedia破產債權的收益也計入上一財年的銷售收入中。金融業務方面，索尼生命保險業務的保險金收入增長，但由於日本股市大幅下跌，銷售收入同比下降7.4%。
營業利潤與上一財年相比減少了7,031億日元，營業虧損2,278億日元。造成虧損的主要原因為：日元對美元及歐元升值造成利潤下降約2,790億日元；索尼愛立信等關聯公司業績惡化造成利潤下降約1,259億日元；日本股市大幅下跌影響金融業務虧損造成利潤下降約538億日元。創下自1995會計年度以來，首次全集團凈虧損，但凈虧損989億日元優於預期1,500億日元。
截至2009年3月31日止，索尼的
銷售額77,300億日元；

運營虧損 2,278億日元；

淨虧損 989億日元；
- 電子部門
  - 銷售額54,880億日元；運營虧損1,681億日元
- 遊戲部門
  - 銷售額10,531億日元；運營虧損585億日元
- 電影部門
  - 銷售額7,175億日元；運營利潤299億日元
- 金融部門
  - 銷售額5,382億日元；運營虧損312億日元
- 其他部門
  - 銷售額5,396億日元；運營利潤304億日元

索尼預計2009財年（截至2010年3月31日）銷售額為7兆3,000萬日元；運營虧損1,100億日元；凈虧損1,200億日元，為日本首見大型集團直接預測全年虧損。索尼同時發佈了電子業務領域的具體重組措施，將繼續公司改組關閉工廠和裁員等措施。預計年底前停止集團內子公司索尼EMCS位於日本岩手縣一關市、千葉縣香取市和濱松市的工廠生產活動。

#### 2007（2007年4月－2008年3月）財報業績
2008年5月14日，發佈2007年會計年度（2007年4月－2008年3月）財報。由於BRAVIA液晶電視、VAIO電腦、Cyber-Shot數位相機的熱銷下帶動電子事業大幅獲利、出售舊的東京總部大樓、高階半導體製程生產線售予東芝，使淨利成長近三倍，但也由於上映電影量減少而僅靠007首部曲：皇家夜總會DVD熱銷，使電影部門營業額與利潤下滑；手機、映射管電視（CRT）與PS2遊戲機銷售則下滑，PS3的熱銷使遊戲部門的虧損大幅下滑；而索尼生命保險的收入銳減...相關因素使金融部門的營收及利潤大幅下滑。索尼本年度創下421.9%的3,745億日圓史上第二高營運利潤；銷售額激增6.9%至8.87兆日圓與淨利潤創下3,694億日圓（35億美元）的史上第一高紀錄。
截至2008年3月31日止，索尼的
銷售額88,714億日元；

運營利潤3,745億日元；

凈利潤3,694億日元；
- 電子部門
  - 銷售額66,138億日元；運營利潤3,560億日元
- 遊戲部門
  - 銷售額12,842億日元；運營虧損1,245億日元
- 電影部門
  - 銷售額8,579億日元；運營利潤540億日元
- 金融部門
  - 銷售額5,811億日元；運營利潤226億日元
- 其他部門
  - 銷售額3,822億日元；運營利潤502億日元

索尼預計2008財年（截至2009年3月31日）銷售額為9兆日元；運營利潤4,500億日元。索尼表示，隨著PS3製造成本下降，遊戲部門可望出現三年來首度獲利。但索尼愛立信中高階手機的市場成長遲緩及日圓升值和資產銷售收益減少，可能使本年度淨利萎縮21.5%至2,900億日圓。

#### 2006（2006年4月－2007年3月）財報業績

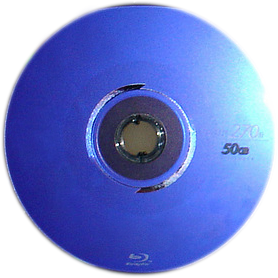
PS3率先使用藍光技術導致研發成本和售價大幅上升，是該年度虧損主因，但後來也幫助藍光擊敗微軟力推的HD-DVD規格

2007年3月7日，索尼決定延後公佈2006年會計年度財報，由過去通常在4月底公佈的財報，延後至5月16日，已確保公司符合美國2002年薩班斯-奧克斯利法案（Sarbanes-Oxley）的相關規則涉及公司治理以及財務報告工作規定。
2007年5月16日，發佈2006年會計年度（2006年4月－2007年3月）財報。索尼第四季度業績小幅淨利，由於BRAVIA液晶電視、VAIO電腦、Cyber-Shot數位相機的熱銷帶動電子事業大幅獲利、達文西密碼與007首部曲：皇家夜總會的熱映帶動電影事業群創下佳績，都提供一臂之力，成為獲利主要來源；但也由於在全球大規模啟用鋰電池自主更換計畫與PlayStation 3主機製造成本高於售價而導致大幅虧損等因素，帶來鉅額支出，拖垮了其他事業群所帶來的豐富獲利。
截至2007年3月31日止，索尼的
銷售額82,957億日元；

運營利潤718億日元；

凈利潤1,263億日元；
- 電子部門
  - 銷售額60,505億日元；運營利潤1,567億日元
- 遊戲部門
  - 銷售額10,168億日元；運營虧損2,323億日元
- 電影部門
  - 銷售額9,663億日元；運營利潤427億日元
- 金融部門
  - 銷售額6,493億日元；運營利潤841億日元
- 其他部門
  - 銷售額3,776億日元；運營利潤324億日元

索尼預計2007財年（截至2007年3月31日）銷售額為8兆7800億日元。索尼表示，預期相當樂觀，SLCD第八代的量產BRAVIA電視勢將熱賣。另外，未來一年遊戲機業務難以扭虧為盈，積極降低PS3的生產成本，未來的銷售額有望填補高昂的生產成本，令遊戲業務虧損降低。

#### 2005（2005年4月－2006年3月）財報業績
2006年4月27日，發佈2005年會計年度（2005年4月－2006年3月）財報。索尼第四季度業績超過了預期，由於BRAVIA液晶電視、PSP、VAIO個人電腦的熱銷、在日本金融部門業績的大幅增長、公司退休基金的一次性挹注、日圓貶值，都提供一臂之力，成為獲利主要來源，也反映出索尼中期企業策略的改善。但也由於中期企業策略中，裁員和關閉工廠帶來钜額支出，索尼第四季度虧損額低於此前的預期。
截至2006年3月31日止，索尼的
銷售額74,754億日元；

運營利潤1,913億日元；

凈利潤2,823億日元；
- 電子部門
  - 銷售額51,505億日元；運營虧損309億日元
- 遊戲部門
  - 銷售額9,586億日元；運營利潤87億日元
- 電影部門
  - 銷售額7,459億日元；運營利潤274億日元
- 金融部門
  - 銷售額7,432億日元；運營利潤1,883億日元
- 其他部門
  - 銷售額4,089億日元；運營利潤162億日元

索尼預計2006財年（截至2007年3月31日）運營利潤為1000億日元（約合8.72億美元）。索尼表示，PS3遊戲機產生的钜額研發支出將成為索尼2006財年運營利潤下滑的主要原因。

#### 2004（2004年4月－2005年3月）財報業績
2005年4月29日，發佈2004年會計年度（2004年4月－2005年3月）財報。索尼雖然整體的“利潤實現增長，卻還是覺得遺憾，因為作為索尼主業的電子業務減少收益。本打算依靠平板電視等業務扭轉局面，但看來2005財年的形勢仍然嚴峻”。雖然“在平板電視市場中的知名度正在提高”，但受CRT電視與便攜音樂播放機營收減少的拖累，電子業務的整體銷售額未能實現增長。加上DVD錄影機與攝像機等產品價格下跌的影響，營業虧損從上一財年的68億日元猛增到343億日元。為了扭轉這一局面，索尼計劃重點提高平板電視與DVD相關產品的價格競爭力，以提高營利能力。攜帶型遊戲機“PlayStation Portable（PSP）”於2004年12月上市，未能對此次業績做出貢獻。電影《蜘蛛人2》創下钜額票房，DVD光碟和VHS錄影帶的銷售形勢良好，帶來了639億日元的營業利潤。
截至2005年3月31日止，索尼的
銷售額71,596億日元；

運營利潤1,139億日元；

凈利潤1,572億日元；
- 電子部門
  - 銷售額50,216億日元；運營虧損343億日元
- 遊戲部門
  - 銷售額7,298億日元；運營利潤432億日元
- 電影部門
  - 銷售額7,337億日元；運營利潤639億日元
- 音樂部門
  - 銷售額2,491億日元；運營利潤88億日元
- 金融部門
  - 銷售額5,606億日元；運營利潤555億日元
- 其他部門
  - 銷售額2,944億日元；運營虧損41億日元

索尼預計2005財年（2005年4月－2006年3月）營業利潤同比增長40%、達到1600億日元（約合人民幣123億元）。電子領域的銷售額可望憑藉平板電視與液晶背投等提升。營業損益方面，結構改革帶來的增收效果等因素將起到改善作用。

## 爭議問題

### PSN和Qriocity被駭客攻擊事件
2011年4月，Sony公布旗下PSN和Qriocity網路服務遭駭客攻擊，導致將近7700萬使用者個人資料外洩，成為網路史上最嚴重的個資外洩事件之一。

### 筆記型電腦鋰電池全球召回事件
2005年底，全球第一大電腦公司-戴爾（DELL），連續傳出筆記型電腦爆炸意外，並引起美國消費者產品安全委員會與日本經濟產業省官方的調查。
2006年8月15日，戴爾公司與美國消費者產品安全委員會進行「電子產業中史上最大規模的全球性電池召回通知」，召回範圍包含約410萬顆由索尼公司（Sony）製造的戴爾鋰離子電池，在此之後，蘋果電腦（Apple）、東芝（TOSHIBA）的Dynabook、聯想（Lenovo）的IBM-ThinkPad、富士通（Fujitsu）、日立（HITACHI）、夏普（SHARP）、捷威（Gateway）陸續宣佈召回筆記型電腦電池。9月29日，索尼公司決定大規模啟用「鋰電池自主更換計畫」回收在全球生產的筆記型電腦用鋰電池，並提供免費更換新品的服務。
索尼表示召回的原因，是在極度罕見的情況下，相關的電池芯中有微小的金屬屑會接觸到電池芯的其它部位，從而產生短路。一般情況下，在這種情況發生時，電池組會斷電。然而在某些極為罕見的條件下，這種內部短路會引發電池芯過熱和可能的起火。這種情況發生的機率會因為不同電腦製造商使用的電腦系統配置不同而產生差異。
2006年10月2日，惠普（HP）已與SONY聯合發出聲明，確定HP筆記型電腦使用SONY電池沒有過熱問題，不需要召回。2006年10月17日，索尼（Sony）正式發布旗下電腦品牌VAIO電池召回。
2006年10月19日，日本索尼公佈「2006會計年度第1季財報」，由於受到「鋰電池自主更換計畫」衝擊影響，財務長大根田伸行（Nobuyuki Oneda）表示，全球可能總共需要召回960萬顆Sony製筆記型電腦電池，將給公司帶來大約510億日元的損失，遠高於此前預計的200億至300億日元。

### XCP防拷軟體爭議
2005年10月，任職於Sysinternals的Mark Russinovich揭露了索尼博德曼（Sony BMG）所銷售的音樂CD，使用了一種稱為rootkit駭客技術，在未知會使用者的情況下，安裝數位版權管理軟體（DRM）到使用者的電腦中。這套軟體是由英國公司First 4 Internet所開發，稱之為Extended Copy Protection（簡稱XCP）軟體，一般使用者難以偵測與移除。在許多國家當中，未告知使用者徑自安裝軟體是違法的行為，並且造成使用者系統的嚴重安全危害問題，同時影響使用者系統的效能。
索尼博德曼最初提供的移除軟體，在移除rootkit之後又安裝了另一個稱為dial-home的程式。這造成了另一個更大的安全危害，並且使得索尼博德曼遭受更大的爭議。索尼博德曼最後終於提供了一個真正的移除軟體，並且回收交換含有XCP的音樂CD。同時，索尼博德曼也因此面臨了數件相關的法律訴訟案。
2006年11月，Sony BMG在陸續與美國各州的法庭和解，承認於音樂CD上安裝了反盜版的技術後，將支付一年425萬美元的金額給39州政府作為和解，還需賠償每位因為以電腦收聽該公司光碟遭到毀損的消費者175美元。

### CCD不良爭議
索尼生產的Cyber-Shot數位相機，在2002－2003年之間推出的機型中，自2004年起持續發生CCD感光元件自動故障問題。
2005年10月5日索尼宣布，因為一個關鍵的製程錯誤，導致除了索尼自身外，甚至採用索尼CCD感光元件的尼康、佳能、富士、柯尼卡美能達、理光、奧林巴斯都需要回收上百種不同的數位元影像商品。此次故障原因之分析，一致指向連接CCD晶片和外框之焊接線發生老化導致脫落，此問題約在使用者持續使用該器材一至二年之後才會逐一浮現。據瞭解存在缺陷的產品是由SONY半導體位於日本九州生產線所製造，兩個主要的原因導致CCD缺陷的結果：一是該生產線調整了焊接線設備之設定，結果導致導線與電極的接合力度減小；另一個問題則是CCD表面玻璃封裝黏合劑劣化，隨著時間增長腐蝕了導線接合部位，造成CCD的故障。

### 七七事变八十四周年日举办活动争议
2021年6月30日，索尼中国官方微博发文“2021.7.7 22:00 新机将至，敬请期待～”并配图，宣布将于该日举办专业展会并发布新品。由于正值七七事变84周年纪念日，根据史料记载，事变恰好发生在1937年7月7日晚上10时许，且索尼为日本品牌，因此引起中国网民强烈反弹，认为索尼不尊重日本侵华的历史。7月1日，索尼中国发文致歉，并第一时间取消相关活动安排。10月12日，北京市朝阳区市场监督管理局对索尼中国做出了罚款100万元的行政处罚。

### 被指侮辱邱少雲
索尼中國在2022年10月12日發布一條微博，內容是一隻黑色牧羊犬，從火紅楓葉中可愛探頭，並搭配上毛澤東的詞「待到山花爛漫時，她在叢中笑。」其照片構圖結果被指與邱少雲死亡的畫面高度雷同，發布當天還是邱少雲陣亡70週年的日子。結果索尼中國被指戲謔、汙辱邱少雲，並被開罰100萬元人民幣。2023年年初，SONY在新浪微博發布的一張「2023，有『尼』更精彩」新年賀圖被刪除。1月4日，索尼微博帳號被禁止發文。

## 沿革

### 重要產品與技術發表
- 1950年7月–發表日本第一部G型收音機

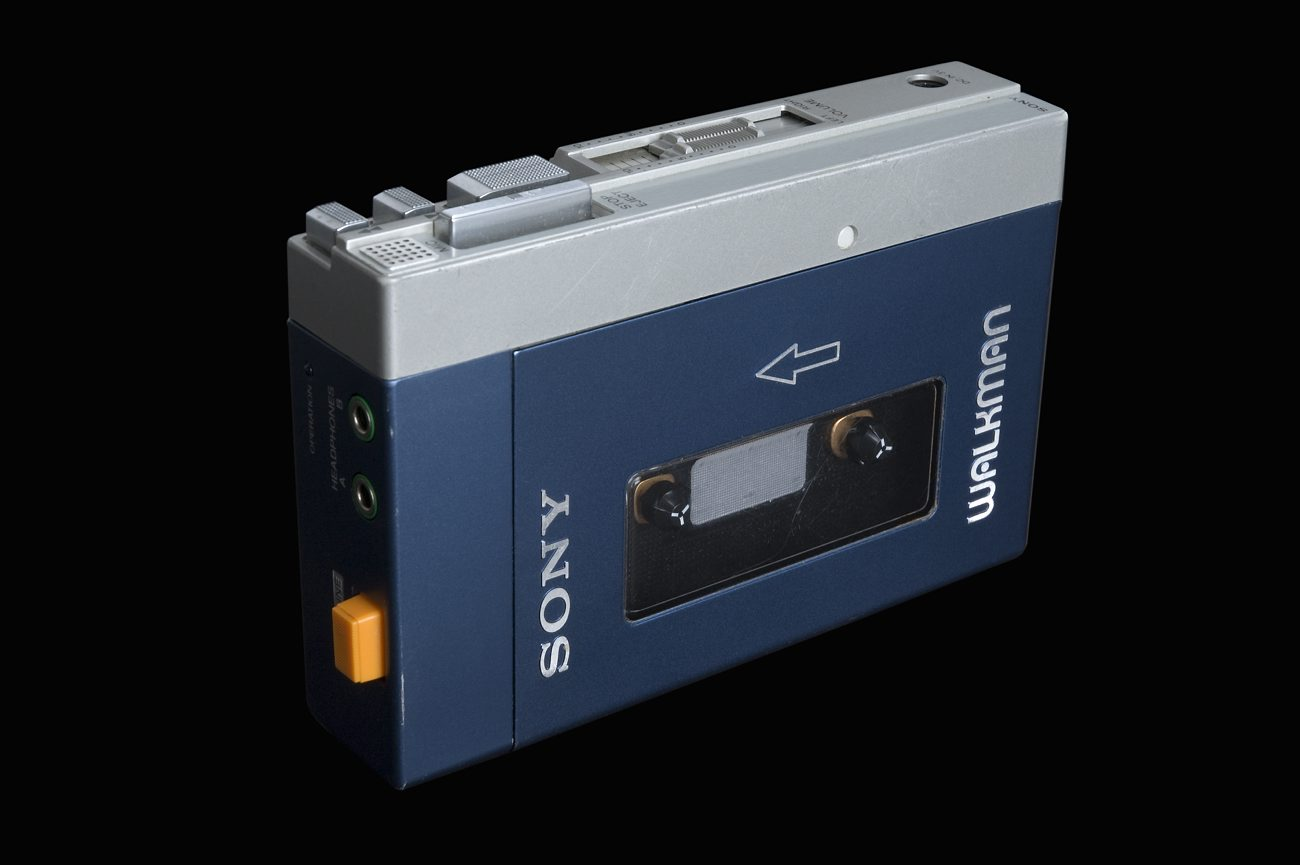
Walkman TPS-L2

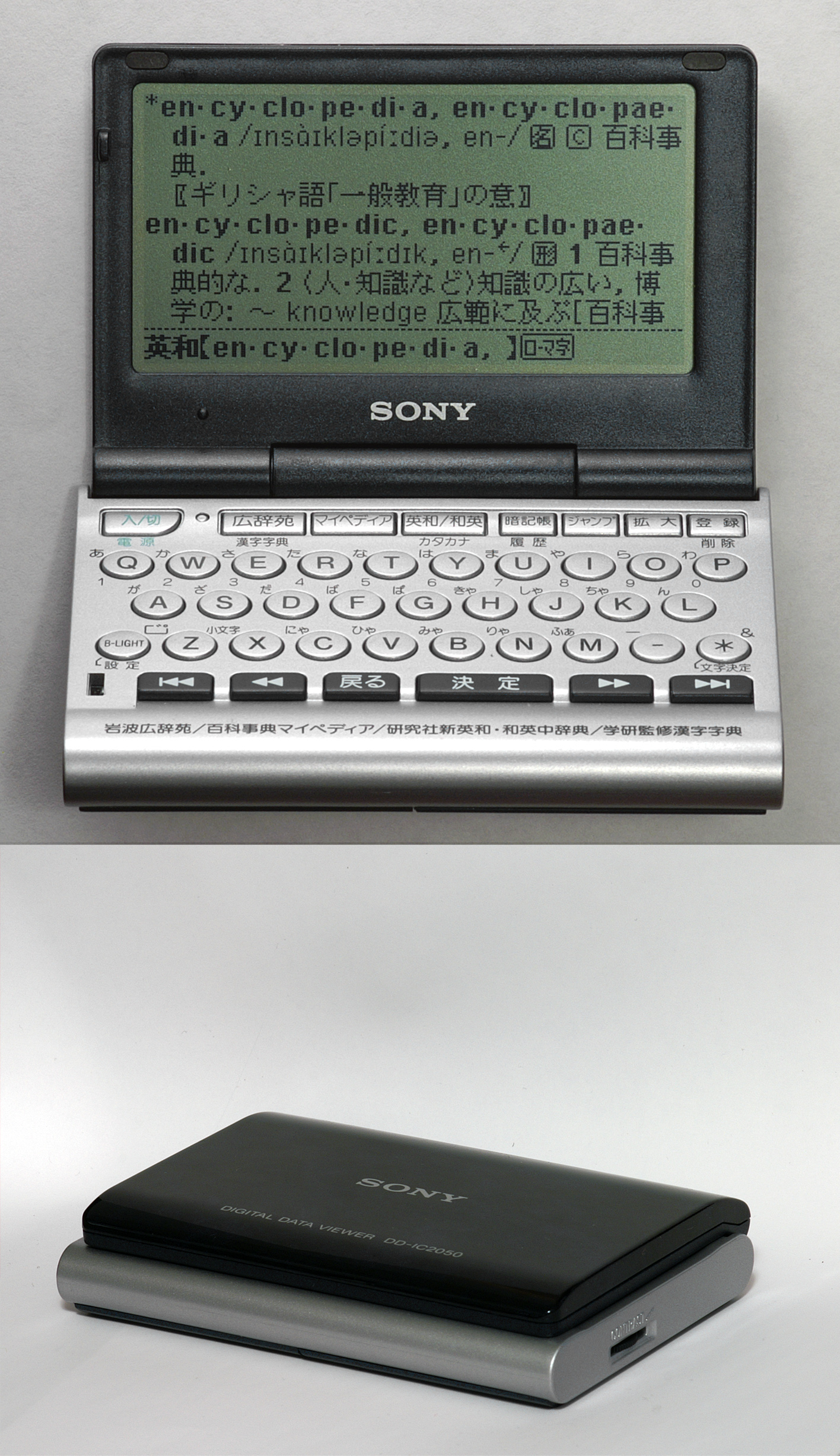
SONY微型電子字典

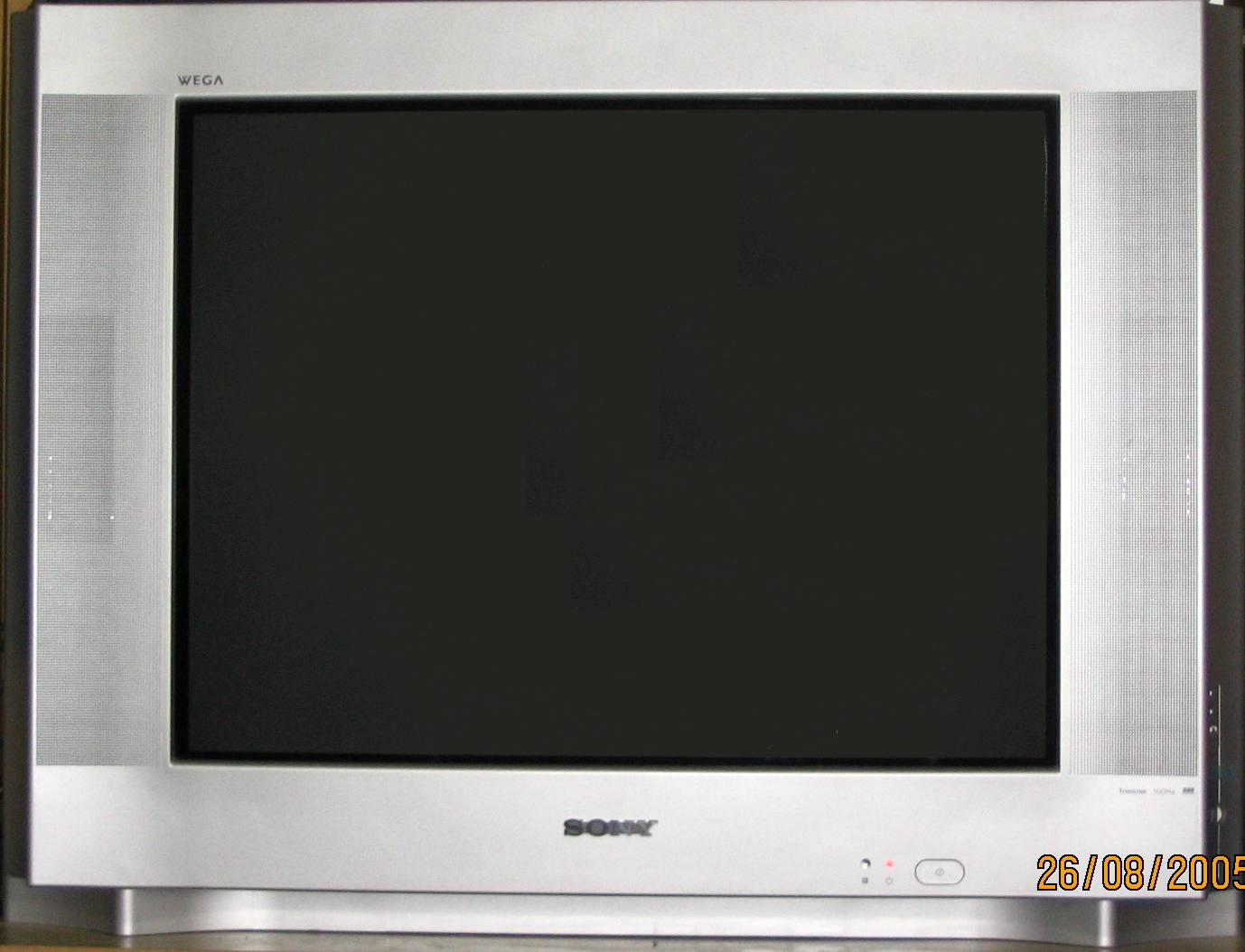
Wega系列平面電視

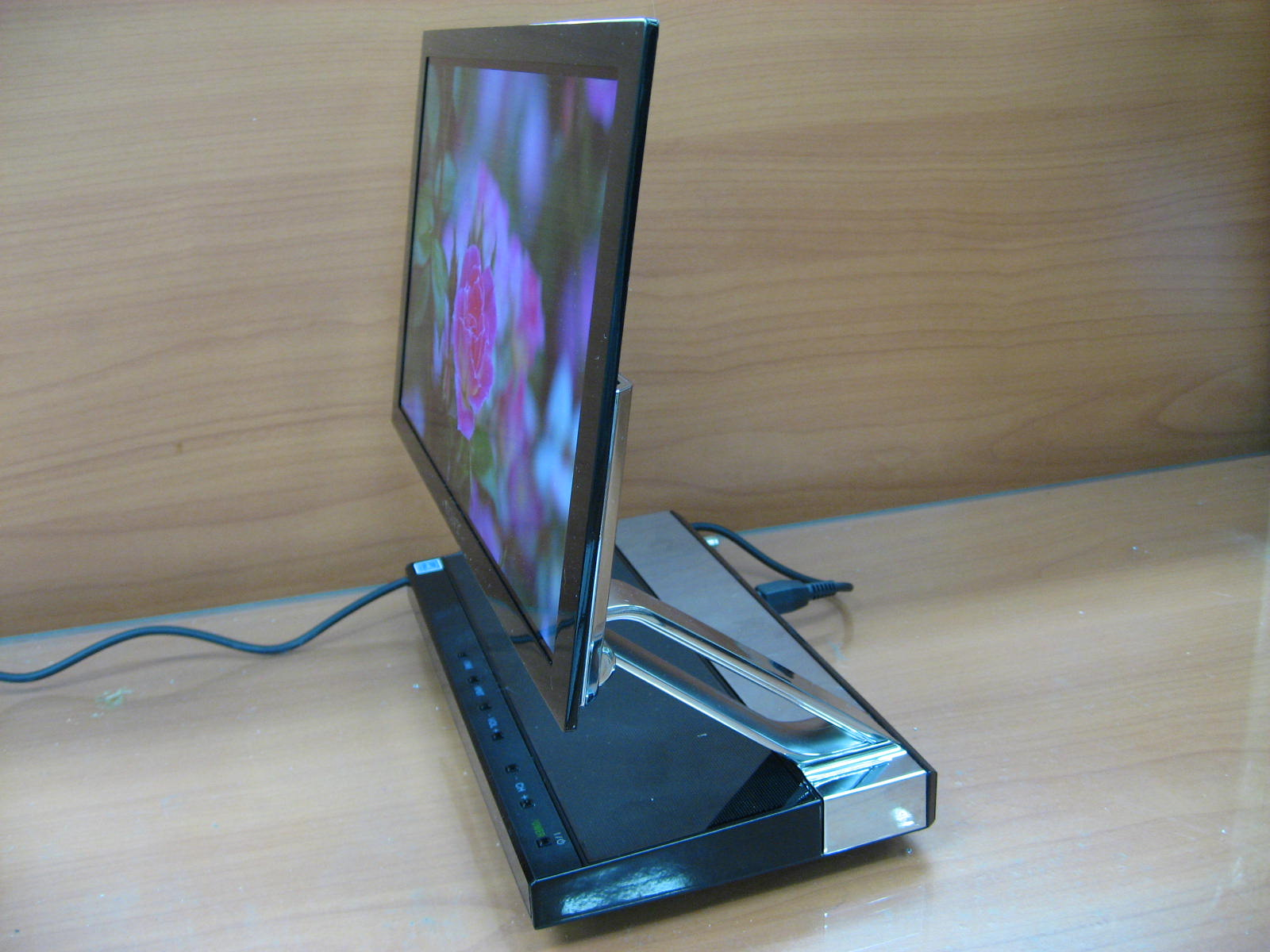
OLED技術電視XEL-1

- 1955年8月–發表世界第一部半導體收音機TR55
- 1960年5月–發表世界第一部半導體電視TV8-301
- 1965年8月–發表世界第一部家用錄影機CV-2000
- 1968年4月–發表革命性的特麗霓虹（Trinitron）電視影像技術
- 1968年10月–發表世界第一部搭載特麗霓虹（Trinitron）電視影像技術彩色電視KV-1310
- 1975年5月–發表世界第一部BETAMAX錄影機
- 1978年－發展革命性的CCD（charge-coupled device）感光元件技術
- 1979年7月–發表革命性的Walkman世界第一部隨身聽產品- TPS-L2
- 1983年－聯合荷蘭飛利浦共同發表CD，並主導74分鐘標準
- 1983年－制定3.5英寸軟碟（1.44MB磁碟）
- 1986年6月–發表32位元電腦MSX
- 1988年－發表Hi-8攝影機
- 1992年11月–發表MD（Mini Disc）音樂技術
- 1994年12月–發表PlayStation次世代遊戲機
- 1996年12月–發表首款數位相機CyberShot DSC-F1
- 1997年7月–發表新世代電腦VAIO影音整合系統
- 1997年7月–發表WEGA全平面電視
- 1999年－發表AIBO機器狗技術
- 1999年－發表Memory Stick記憶卡
- 2000年3月–發表PlayStation 2次世代遊戲機
- 2002年2月–發表新一代光碟存儲格式藍光光碟標準
- 2003年6月–發表QUALIA高階品牌系列
- 2003年12月–發表QRIO機器人技術
- 2004年8月–高階品牌QUALIA發表世界第一款使用LED（RGB LED）為背光的液晶電視，有46吋（KDX-46Q005）和40吋（KDX-40Q005）兩個機型
- 2004年12月–發表採用UMD儲存媒體的PlayStation Portable次世代掌上型遊戲機
- 2005年1月–聯合IBM、東芝共同發表時脈4GHz起跳的Cell微處理器
- 2005年5月16日－美國E3展發表搭載Cell處理器的PlayStation 3次世代遊戲機
- 2005年7月19日－發表與Konica Minolta（柯尼卡美能達）合作，加入數位單眼相機市場，以因應消費型數位相機的飽和
- 2005年8月25日－聯合IBM、東芝公開Cell微處理器詳細製程
- 2005年9月13日－9月開始陸續在全球發表BRAVIA新一代液晶電視
- 2005年9月30日－聯合SanDisk發表Memory Stick Micro（M2）記憶卡
- 2006年2月21日－發表全球最小支援高畫質1080i HDV-HC3
- 2006年4月10日－再度聯合與南韓三星電子合作投產第八代S-LCD液晶面板廠
- 2006年4月20日－全新發表數位單眼相機品牌α（alpha）
- 2006年5月 - 發表全球第一款內建Blu-ray光碟機的VAIO AR系列筆記型電腦
- 2006年11月–搭載Cell處理器與次世代Blu-ray藍光技術的PlayStation 3正式在日本、美國、台灣、香港上市。
- 2006年11月2日－與南韓三星電子合作投產的第八代S-LCD液晶面板廠正式動工，預計在2007年秋季正式投入產能。
- 2006年11月11日－PlayStation 3次世代遊戲機正式在日本上市，十萬部主機瞬間銷售一空。
- 2006年－與瑞典易利信宣佈將擴大合作，除了持續原先的手機設計和製造業務，雙方將聯手開發行動與寬頻電視應用的軟體。
- 2006年12月12日－聯合SanDisk發表Memory Stick Pro HG記憶卡
- 2007年1月4日－與柯達訴訟和解，並共同合作相關影像技術
- 2007年1月5日－發表動態廣色域技術xvYCC更名為X.V.Color
- 2007年8月28日－S-LCD Corporation宣佈其第8代生產線製造的首批LCD面板正式出貨。S-LCD第8代生產線生產全球最大的玻璃主機板基板，尺寸為2200mm×2500mm。
- 2007年10月1日－在CEATEC JAPAN 2007發表世界第一部有OLED技術的電視XEL-1
- 2007年11月20日－發表自1997年以來HDCAM銷售超過35000部；2003年以來XDCAM銷售超過23000部
- 2010年6月20日－世界第一次，Sony在南非運用3D立體電視廣播技術向全世界轉播2010年世界盃足球賽
- 2012年10月 - 發表全球第一台4K電視KD-84X9000
- 2013年11月 - PlayStation 4遊戲機上市，搭載500GB以上硬碟
- 2015年6月2日 - Sony Xperia Z4 Tablet旗艦級手機平板上市，擁有10吋屏幕和超薄工藝，使用Android 5.0系統
- 2015年9月 - 發表全球第一款4K屏幕智能手機Sony Xperia Z5 Premium
- 2017年2月 - 發表全球第一款4K HDR屏幕智能手機Sony Xperia XZ Premium
- 2018年2月 - 發表全球第一款4K HDR录像智能手機Sony Xperia XZ2
- 2018年7月 - 發表全球第一款4K HDR屏幕及4K HDR录像智能手機Sony Xperia XZ2 Premium
- 2019年2月 - 發表全球第一款21:9比例4K HDR屏幕智能手機Sony Xperia 1
- 2020年2月 - 索尼發表了Sony Xperia 1 II，這是該公司首款支持5G的智能手機，具有21:9的4K HDR OLED顯示屏和專業級相機技術。
- 2021年4月 - 索尼發布了Sony Xperia 1 III，這款手機增強了攝影和顯示技術，包括一個可變的望遠鏡頭系統和改進的4K HDR OLED 120Hz刷新率顯示屏。
- 2022年5月 - 索尼推出了Sony Xperia 1 IV，這是一款專注於攝影和音樂體驗的旗艦手機，配備了更進一步的相機系統和高品質音響。
- 2023年5月 - 索尼推出了Sony Xperia 1 V，配備新一代搭載「雙層電晶體像素技術」的Exmor T流動感測器增强低光拍攝表現，並借由更高效的高通驍龍8 gen 2和更大的散熱板改善了上代的發熱問題。

### 國際發展
- 1945年10月– 井深大在東京日本橋地區成立東京通信研究所，初期員工7人
- 1946年5月– 盛田昭夫加入，公司改組為東京通信工業公司，資本額19萬日幣
- 1947年2月–遷移至品川區禦殿山
- 1958年1月–因應國際化腳步，公司名稱更名為索尼（SONY）
- 1958年12月– 東京證券交易所掛牌上市
- 1959年－大賀典雄正式加入索尼
- 1960年2月–成立美國分公司
- 1960年12月–成立瑞士分公司
- 1960年－出井伸之加入索尼
- 1961年－盛田昭夫成立Sony Design Center，由年輕的大賀典雄主持
- 1961年6月–在美國發行ADR
- 1962年12月–成立香港分公司
- 1966年－荷蘭Phillips簽署免費交叉授權協議
- 1966年－成立Sony Plaza生活商店
- 1968年3月–與美國哥倫比亞廣播公司CBS合資成立CBS/Sony音樂公司
- 1968年5月–成立英國分公司
- 1969年－安藤國威加入SONY
- 1970年6月–成立德國分公司
- 1970年9月– 紐約證券交易所掛牌上市
- 1973年2月–成立法國分公司
- 1975年5月 - 全面發展Betamax
- 1978年－成立索尼音樂娛樂 (香港)，全力開發大中華市場。
- 1979年8月–與美國保德信保險公司（The Prudential Insurance Company）合資各50%成立Sony Prudential Life Insurance Co. Ltd
- 1982年－主導CCD技術開發者-岩間和夫逝世
- 1986年11月–於德國成立Sony Euro歐洲區總部
- 1988年1月–併購美國CBS唱片部門，CBS / SONY更名為Sony Music
- 1988年1月–發佈與任天堂合作，開始共同開發超級任天堂用 CD主機。
- 1988年12月–放棄Betamax錄影帶規格加入了VHS規格結束了長達14年的錄影帶規格戰
- 1989年11月–併購美國哥倫比亞三星製片電影公司，進軍好萊塢市場
- 1991年4月– Sony Prudential Life Insurance成100%控股，更名Sony Life Insurance（生命保險）
- 1992年5月–與任天堂合作破局
- 1993年11月–成立SCE-索尼電腦娛樂進軍家庭娛樂遊戲市場
- 1995年4月–發布由大賀典雄指定出井伸之接任社長
- 1995年5月–發布「Digital Dream Kids」（數位、夢想、小孩）標語
- 1995年11月–成立SCN-索尼通訊網路進軍網際網路內容服務市場
- 1996年10月–成立中國分公司
- 1997年3月– 霍華德·斯金格加入SONY
- 1997年12月–創辦人井深大逝世，享年89歲
- 1998年－發布全球形象口號「Do you dream in Sony ?」
- 1999年10月–創辦人盛田昭夫逝世，享年78歲
- 2000年4月–發布財報，集團品牌價值超過1000億美元，創立以來達到最高峰
- 2000年6月– 出井伸之接任會長兼CEO、安藤國威接任社長
- 2001年4月–成立Sony Bank
- 2001年4月–成立Sony EMCS Corporation（Engineering, Manufacturing and Customer Service）
- 2001年10月–與瑞典愛立信合資各50%，成立索尼爱立信行動通訊公司
- 2001年11月– 大賀典雄在北京國際音樂節的會場中，突發性腦溢血倒在指揮臺上
- 2002年10月–併購愛華，成為旗下品牌之一
- 2002年11月–提出“無所不在的價值網路”為消費者建立Sony about you觀點
- 2003年4月–財報發布季損10億美元巨額虧損，引發「索尼震撼」（Sony Shock），股價2天重挫25%，日本股市受到波及
- 2003年12月–發布“Transformation 60”（TR60、轉型60）改革計畫
- 2003年12月–發布QRIO機器人為SONY親善大使
- 2004年4月–成立Sony損保保險業務
- 2004年4月–成立Sony Financial Holdings金融控股公司-整合銀行、保險、人壽，三大金融業務
- 2004年4月–與南韓三星電子共同合資成立S-LCD Corporation
- 2004年5月–成立Sony Connect線上音樂服務
- 2004年7月1日－東京都港區總部開始竣工
- 2004年8月–旗下Sony Music（索尼唱片）與全球第5大唱片公司BMG Music（博德曼唱片）合併，成立索尼博德曼
- 2004年12月–旗下索尼影視娛樂併購米高梅電影公司，躍身全球第一大電影公司
- 2004年12月–發佈與南韓三星電子達成授權技術共同分享協議
- 2005年3月–發布經營權重大變革，創立59年以來，首位外籍霍華德·斯金格接任會長兼CEO、中鉢良治接任社長
- 2005年4月–發布以3億500萬美元美元，贊助FIFA國際足球聯盟
- 2005年6月22日－霍華德·斯金格正式接任會長兼CEO
- 2005年8月23日－前社長安藤國威獲頒台灣行政院的二等功勳勳章，表揚他在社長任內對台灣的友好與經濟貢獻
- 2005年9月22日－發布中期企業策略（2005-2007會計年度）「振興電子事業強化集團表現」改革政策
- 2006年1月1日－贊助台灣臺北101大樓跨年倒數活動，「BRAVIA by Sony」登上全球最高大樓創舉
- 2006年1月7日－在美國拉斯維加斯的消費性電子展（CES）發布以發展四大娛樂領域業務重點的「娛樂未來」（Entertaining the Future）計畫
- 2006年1月19日－發布收購Konica Minolta影像事業部
- 2006年2月27日－與NEC共同合資索尼日電光領（Sony NEC Optiarc）
- 2006年6月5日－與索尼通訊網路、夏普、松下、東芝、日立共同合資行動電視公司acTVlia（TV Portal Service Corporation）
- 2006年6月7日－日本旗下的零售事業群出售了60%股權給日興資本投顧公司並改組為StylingLife Inc，
- 2006年9月29日－東京都港區總部「Sony City」大樓落成
- 2006年11月20日－將與荷蘭飛利浦子公司NXP共同合資以IC感應技術的合資公司
- 2006年12月7日－聯合外資，次世代電視技術FED部門獨立成Field Emission Technologies Inc
- 2007年2月 - 東京總部由品川區禦殿山遷移至港區
- 2007年2月15日－對於氣候暖化議題與全球15大企業共同簽屬東京宣言
- 2008年2月27日－與日本液晶大廠SHARP宣佈共同合作，投資SHARP位於大阪府堺市的第10代面板生產線，此項合作案SONY將擁有堺工廠約1/3的股權，SHARP則持有其餘2/3的股份，未來2009年堺工廠稼動之後，依據出資比例，SONY將享有1/3的面板產能，同時雙方亦將攜手進行LCD模組段的生產，預定於2009年4月成立。
- 2008年2月28日－德國柏林的Sony Center出售100%股權給摩根史坦利公司
- 2008年4月22日－發布以2.6億美元收購Gracenote，但Gracenote仍將獨立經營[70]。
- 2008年6月26日－發布中期企業策略（2008-2010會計年度）「成為全球領先的互聯網消費電子與娛樂公司」改革政策
- 2008年8月5日－發布收購旗下索尼博德曼音樂（Sony BMG Music）另50%股權，成為100%子公司，並更名回索尼音樂娛樂（Sony Music）
- 2008年12月5日－發布收購旗下索尼日電光領（Sony NEC Optriarc）另50%股權，成為100%子公司，並更名為索尼光領（Sony Optriarc）
- 2009年2月27日－發布經營重整計畫，會長霍華德·斯金格兼任社長、中鉢良治接任副會長，將根本性地重組該公司的電子和遊戲業務，整合出「網路化產品與服務事業部」、「消費產品事業部」兩大事業群
- 2011年3月10日－發布經營重整計畫，原「網路化產品與服務事業部」、「消費產品事業部」兩大事業群重新規劃為「消費性電子產品與網路服務事業部」、「專業與裝置解決方案事業部」
- 2011年10月28日－發布收購旗下索尼愛立信行動通訊（Sony Ericsson）另50%股權，成為100%子公司。
- 2013年1月18日 - 發布以11億美元出售索尼美國子公司位於紐約曼哈頓的總部大樓，扣除其餘支出，約可獲得7.7億美元以幫助財政赤字。當天日本母公司股價漲幅高達12.21%，收於1194日元，來到4年來最大漲幅。

### 東亞地區的發展

#### 臺灣

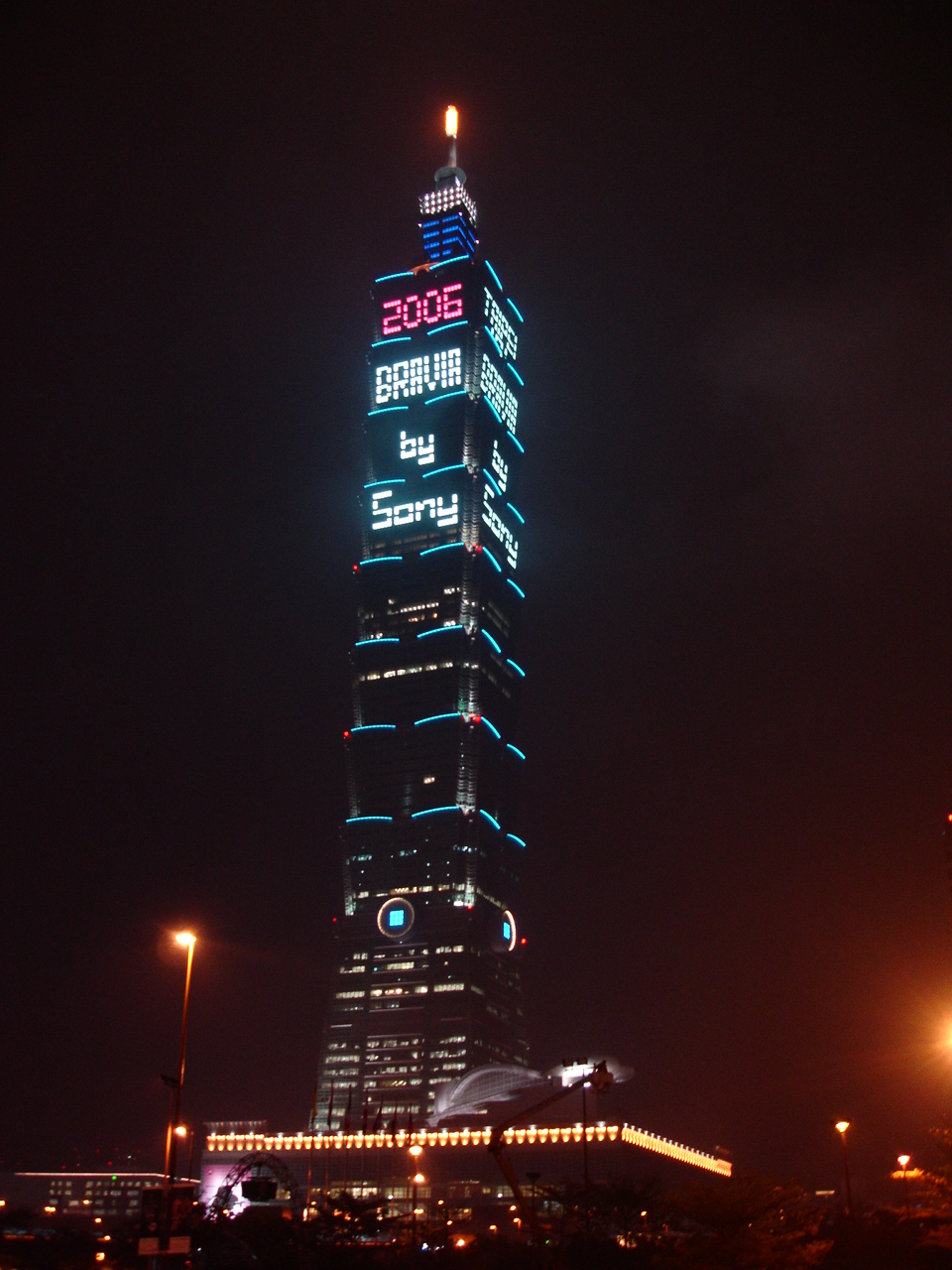
臺北101在2005年跨2006年活動後所出現「2006 BRAVIA by Sony」、「TAIPEI101 BRAVIA by Sony」

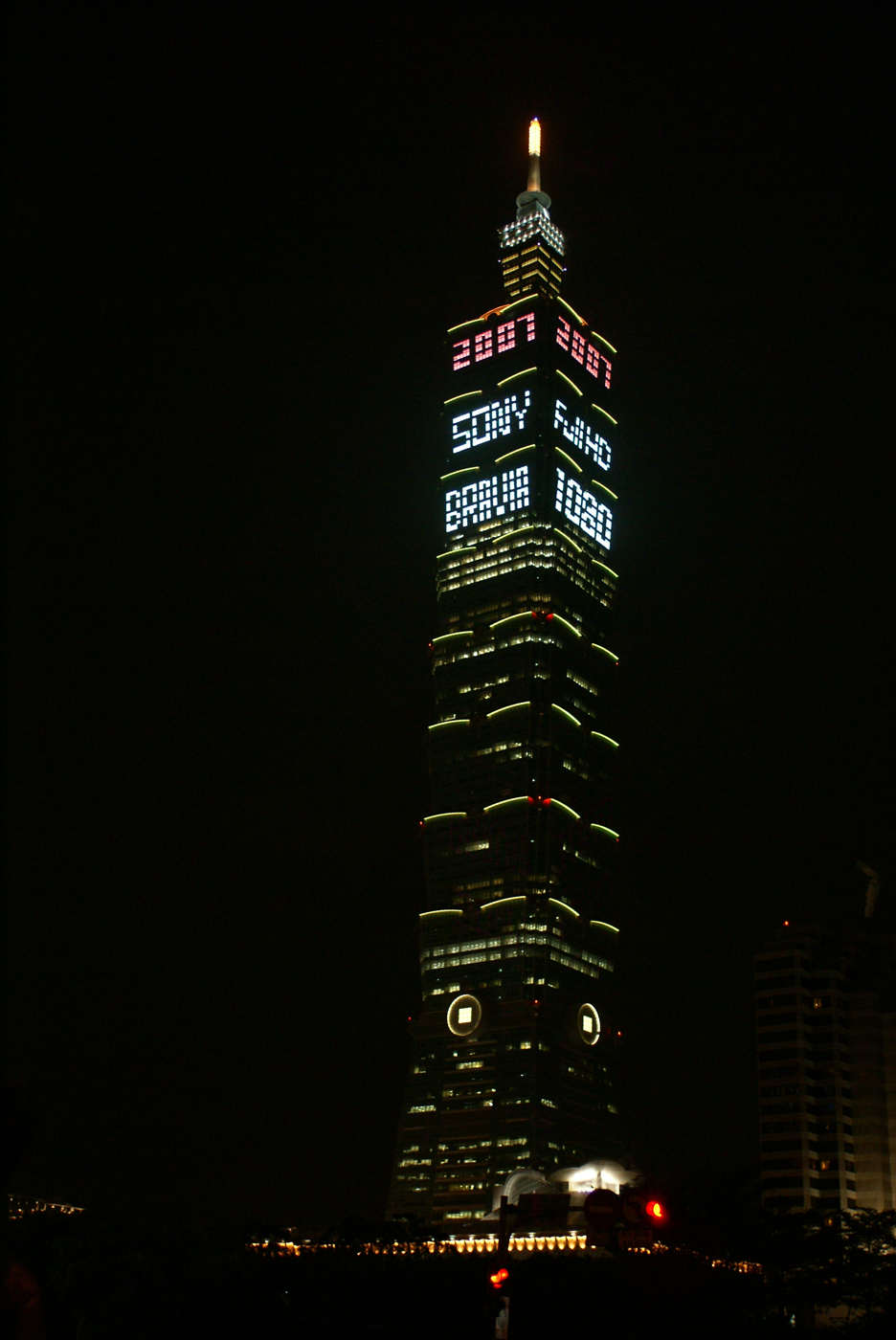
臺北101在2006年跨2007年活動後所出現「2007 SONY BRAVIA」、「2007 full HD 1080」

- 1967年 - 「台灣聲寶股份有限公司」（SAMPO）所代理，成立「台灣新力股份有限公司」（Sony Industries Taiwan Co., Limited）
- 1993年3月17日 - 美國Sony Music在台灣設立「新力哥倫比亞音樂股份有限公司」（Sony Music Taiwan）。
- 2000年4月 - 日本Sony總部收回代理權，並整合所有Sony在台灣的關係企業資源，重新改組成立「台灣新力國際股份有限公司」為Sony在台灣的法人代表，聲寶公司退出經營權，並將消費性電子部門獨立「新力索尼股份有限公司」。
- 2001年1月 - 新力索尼於臺北市西門町徒步區設立「Sony Digital Square」- 數位溝通中心第一間直營店。
- 2001年4月 - 日本So-net在台灣設立「台灣索尼通訊網路股份有限公司」（So-net Taiwan）。
- 2001年12月20日 - 瑞典SonyEricsson在台灣設立「瑞典商台灣索尼愛立信行動通訊國際股份有限公司」（Sony Ericsson Taiwan）。
- 2002年 - 索尼影業國際電視網新加坡亞洲總部發布退出台灣超級電視台經營權
- 2002年1月 - 香港新力電腦娛樂發佈PS2在台灣銷售
- 2002年12月 - 新力索尼發佈與台灣索尼通訊網路合作設立「Dreamix」直營店
- 2002年12月 - 新力索尼發佈Clié在台灣銷售
- 2003年4月 - 新力索尼發佈VAIO在台灣銷售
- 2004年1月 - 新力影業國際電視網新加坡亞洲總部發布「Animax」動畫頻道於台灣開播
- 2004年4月7日 - 新力索尼在臺北101設立「Sony Style Taipei」第二間直營店。
- 2004年4月 - 舉行首次「SonyFair 04影音嘉年華」
- 2004年6月 - 台灣索尼通訊網路發佈在ADSL用戶量成長，成為台灣第三大網路服務供應商
- 2004年7月 - 美國新力線上娛樂與GAMANIA合資，在台灣設立SOE台灣辦事處。
- 2004年10月 - 台灣索尼通訊網路發佈「Dreamix」直營體系更名「So-net Plaza」轉型複合式概念店
- 2004年12月 - 新力索尼發佈由藝人金城武代言台灣區VAIO全系列筆記型電腦
- 2005年4月 - 新力索尼發佈併回「台灣新力國際」成為旗下消費性電子行銷總部
- 2005年4月 - 舉行“SonyFair 2005影音嘉年華”
- 2005年5月 - 香港新力電腦娛樂發佈PSP在台灣銷售
- 2005年8月23日 - 前社長安藤國威獲頒台灣行政院的二等功勳勳章，表揚他在社長任內對台灣的友好與經濟貢獻
- 2006年1月1日 - 贊助台灣臺北101大樓跨年倒數活動，臺北101大樓出現「BRAVIA by Sony」字樣
- 2006年4月 - 擴大舉行「SonyFair@Taiwan 2006影音嘉年華」與「飆新力藝巨星演唱會」
- 2006年11月1日 - 香港新力電腦娛樂發佈PS3台灣、香港於2006年11月17日與美國同步上市
- 2006年11月17日 - 香港新力電腦娛樂在台灣臺北西門町「Sony Digital Square」舉行首賣會，首批300部銷售一空
- 2006年12月29日 - 台灣新力國際在臺北SOGO復興館設立「Sony Style Taipei」第三間直營店
- 2007年1月1日 - 再次贊助台灣臺北101大樓跨年倒數活動，臺北101大樓出現「SONY BRAVIA」、「FULL HD 1080」字樣
- 2007年4月 - 舉行「SonyFair 2007影音嘉年華」
- 2007年4月 - 臺北西門町「Sony Digital Square」更名「Sony Style Taipei」
- 2007年4月19日 - 香港商新力電腦娛樂台灣分公司與台灣經濟部•日本音樂館技術合作開發Railfan 台灣高鐵PS3版交通模擬遊戲
- 2007年8月8日 - 台灣新力國際在台中港設立國際物流中心
- 2007年10月17日 - 「香港商新力電腦娛樂台灣分公司」獨立為「台灣新力電腦娛樂股份有限公司」
- 2008年1月 -「台灣索尼通訊網路股份有限公司」更名為「台灣碩網網路娛樂股份有限公司」
- 2008年4月 - 舉行“SonyFair 2008影音娛樂公園”
- 2008年9月19日 - 台灣新力國際在高雄漢神巨蛋購物廣場設立「Sony Style Kaohsiung」第四間直營店
- 2009年1月10日 - 配合全球統一中文名政策，「台灣新力國際股份有限公司」更名為「台灣索尼股份有限公司」
- 2009年2月11日 - 配合全球統一中文名政策，台灣新力博德曼更名為「台灣索尼音樂娛樂股份有限公司」
- 2009年3月17日 - 台灣行政院金融監督管理委員會表示已經同意日本「索尼人壽保險股份有限公司」成立臺北辦事處
- 2009年3月18日 - 日本So-net與台灣中華電信共同發布簽署投資協議，中華電信參與台灣碩網（So-net Taiwan）現金增資6000萬新台幣，取得台灣碩網30%股權。
- 2009年3月29日 - 台灣碩網發布旗下直營體系「So-net Plaza」轉型專注於光纖與ADSL業務，停止Sony消費性電子產品銷售服務。
- 2009年3月31日 - 配合全球統一中文名政策，「台灣新力電腦娛樂股份有限公司」更名為「台灣索尼電腦娛樂股份有限公司」
- 2009年6月29日 - 台灣索尼電腦娛樂與台灣經濟部共同宣佈啟動「新世代台灣數位內容合作計畫」，擴大台灣數位內容遊戲產業發展。
- 2009年6月30日 - 日本「索尼人壽保險股份有限公司」正式成立臺北辦事處
- 2010年12月 - 台灣索尼在台北市府轉運站/統一阪急百貨舉行“Sony 3D World異想世界”
- 2011年1月 - 台灣美商超躍有限公司正式代理LS TIME電影台
- 2011年6月28日 - 「Sony Style Taipei」西門店結束營業
- 2011年9月10日 - 配合全球統一政策，直營店與網路購物平台「Sony Style」更名為「Sony Store」
- 2011年9月10日 - 台灣索尼在台中新光三越百貨設立「Sony Store」台中直營店
- 2012年4月 - 台灣索尼愛立信行動通訊更名為「索尼行動通訊國際股份有限公司」
- 2016年 - 「索尼人壽保險股份有限公司」撤駐台辦事處
- 2020年1月21日 -台灣索尼在台北遠東百貨信義店設立「Sony Store」遠百信義直營店
  - Sony Taiwan Limited - 台灣索尼股份有限公司
    - SEMT / Sony Electronics Marketing Taiwan新力索尼股份有限公司（已經變更為「台灣索尼：消費性電子行銷總部」（TWMC））

  - SCET / Sony Computer Entertainment Taiwan Limited - 台灣索尼電腦娛樂有限公司
  - SOMC / Sony Mobile Communications International AB - 瑞典商索尼行動通訊國際股份有限公司
  - So-net Taiwan / So-net Entertainment Taiwan Limited - 台灣碩網網路娛樂股份有限公司
  - Sony Life / Sony Life Insurance CO., Ltd - 日商索尼人壽保險股份有限公司
  - SME / Sony Music Entertainment Taiwan Limited - 美商台灣索尼音樂娛樂股份有限公司
    - Sony Music Publishing–新加坡商新索國際版權股份有限公司

  - AXN-TAIWAN ONE, LLC - 美商超躍有限公司

#### 中國大陸

##### 獨資企業
- Sony China–索尼（中國）有限公司
- Sony Chemicals (Suzhou) Co.Ltd - 索尼凱美高電子（蘇州）有限公司（SCSC）
- Sony Chemicals (Shenzhen) Co.Ltd - 索尼凱美高電子（深圳）有限公司（SCSZ）
- Sony Precision Devices (Huizhou) Co.Ltd - 索尼精密部件（惠州）有限公司（SPDH）
- Sony Digital Product (Wuxi) Co.Ltd - 索尼數位產品（無錫）有限公司（SDPW）
- Sony Electronics (Wuxi) Co.Ltd - 索尼電子（無錫）有限公司（SEW）
- Sony Electronics (Huanan) Co.Ltd - 索尼電子華南有限公司（SEH）

##### 歷史沿革
- 1975年時任中共中央副主席、国务院副总理鄧小平會見索尼國際-消費性電子行銷總部公司創始人之一盛田昭夫。
- 1978年一些Sony廣播電視專業產品及家電產品開始進入中國大陸市場。
- 1980年設立北京辦事處
- 1982年得到國家許可開始在北京、上海生產廣播電視專業用錄像機VTR。
- 1985年設立上海辦事處
- 1993年9月與上海廣電股份有限公司合資（Sony出資70%）成立上海索廣電子有限公司。
- 1994年設立廣州辦事處
- 1994年2月上海索廣電子有限公司開始正式投產。
- 1994年設立索尼凱美高電子（蘇州）有限公司
- 1995年設立成都辦事處
- 1995年10月Sony與北京郵電學院科技開發公司／北京京芝電子資訊產業有限公司／北京天竺空港工業開發公司這三家公司合資（Sony出資74.5%）成立北京索鴻電子有限公司
- 1995年11月Sony在廣東省惠州市100%投資成立了索尼精密部件（惠州）有限公司
- 1995年12月Sony與上海廣電股份有限公司／上海真空電子器件股份有限公司合資（Sony出資70%）成立了上海索廣映射有限公司。
- 1996年10月 索尼（中國）有限公司在北京成立。
- 2000年8月Sony在無錫100%投資成立了索尼電子（無錫）有限公司
- 2001年5月上海新彙集團、上海精文投資公司和美國Sony Music共同投資新索音樂
- 2001年10月在上海設立了代表其全球先進水準的索尼互動中心
- 2001年10月在北京設立索尼探夢科技館，
- 2001年10月EMCS中國成立
- 2001年底 索尼中國在中國共設立了20家分公司及辦事處
- 2002年 愛立信移動通訊（中國）有限公司成立
- 2002年4月在北京中關村鼎好大廈設立Sony Gallery展廳
- 2002年8月EMCS中國在上海設立軟體研究開發工程中心
- 2002年9月 索尼資訊系統解決方案（亞太）中心在大連成立
- 2002年9月 索尼國際採購中心在深圳成立
- 2002年9月Sony Gallery在北京開業。
- 2004年1月PlayStation 2在中國上市
- 2004年4月 索尼電子華南有限公司在廣州成立，2006年2月開始運營，生產DVD播放機。
- 2004年5月第二家Sony Gallery在上海淮海路上隆重開幕。
- 2004年11月 索尼影視國際電視公司和中國電影集團華龍電影數字製作有限公司合資華索影視數字製作有限公司
- 2005年2月執行副社長高篠靜雄就任索尼公司駐中國總代表。
- 2005年2月中國設計工程集團成立，高篠靜雄擔任該機構總裁至9月。
- 2005年8月Creative Center（創造中心）在上海成立。
- 2005年12月 索尼愛立信並購北京索鴻電子有限公司。
- 2006年1月原索尼電子（無錫）有限公司第二工廠變更為索尼數位產品無錫有限公司。
- 2006年3月高篠靜雄正式兼任索尼（中國）有限公司董事長。
- 2006年7月SMOC Sony Marketing Company of China從索尼中國分立，成為專門負責索尼在中國行銷的公司。
- 2006年10月索尼探夢搬遷新址並重新開業（新址位於北京朝陽公園內）
- 2007年1月永田晴康擔任索尼（中國）總裁。
- 2007年下半年，索尼在中國大陸推出了PS3，並於同年在各大城市開設了多家PlayStation專賣店。
- 2008年，索尼在中國推出Bravia系列液晶電視，進一步鞏固了其在中國高端電視市場的地位。
- 2009年，索尼與中國電子信息產業集團公司（CEC）合資建立索尼（中國）研發中心，專注於移動通信和娛樂產品的開發。
- 2010年，索尼推出了旗下首款面向中國市場的Android智能手機。
- 2011年，索尼在中國市場推出了PlayStation Vita，進一步拓展其在遊戲領域的影響力。
- 2012年，索尼在中國市場推出了全新一代Bravia智能電視，提供更豐富的互聯網功能和應用。
- 2013年，索尼宣布加大在中國的投資力度，進一步擴大在智能手機和平板電腦等領域的市場份額。
- 2014年，索尼與中國的多家內容提供商合作，推出針對中國市場的定制內容和服務。
- 2015年，索尼在中國推出了多款高端數碼相機和攝像機，積極發展影像業務。
- 2016年，索尼進一步擴大其在中國的電子商務業務，並與當地電商平台合作推廣其產品。
- 2017年，索尼加強了其在中國的音響產品線，推出了多款高品質耳機和音箱。
- 2018年，索尼在中國開設了多家新的零售店和體驗中心，加強與消費者的互動。
- 2019年，索尼在中國大陸推出了全新的PlayStation 5遊戲機，吸引了大量遊戲愛好者的關注。
- 2020年，索尼在中國推出了面向專業攝影師和視頻創作者的高性能攝影裝備。
- 2021年，索尼積極參與中國的多項科技展覽活動，展示其在人工智慧和物聯網領域的最新成果。
- 2022年，索尼在中國推出了多款智能家居產品，包括智能照明和安全系統等。
- 2023年，索尼進一步強化在中國的線上銷售渠道，並在電子競技和虛擬現實領域進行了新的嘗試。[9]

## 相關書目
| 書名                                    | 作者     | 出版日期 | ISBN                   | ISBN | ISBN                   |
| 書名                                    | 作者     | 出版日期 | 台灣                   | 香港 | 日本                   |
| --------------------------------------- | -------- | -------- | ---------------------- | ---- | ---------------------- |
| 新典範企業家 （人間 井深大）            | 島穀泰彥 | 1993年   | ISBN 957-32-2395-3     |      |                        |
| Sony才子- 大賀典雄傳奇 (終りなき伝説―ソニー大賀典雄の世界)               | 有澤創司 | 1999年   | ISBN 957-8214-52-9     |      |                        |
| 指揮家與總裁-Sony總裁大賀典雄的不凡人生 | 大賀典雄 | 2005年   | ISBN 986-124-656-8     |      |                        |
| 觀點 (ONとOFF)                                 | 出井伸之 | 2002年   | ISBN 986-7892-67-4     |      |                        |
| 非連續時代 (非連続の時代)                           | 出井伸之 | 2002年   | ISBN 986-124-656-8     |      |                        |
| 迷惑與決斷 Sony十年格鬥紀錄 (迷いと決断　ソニーと格闘した10年の記録)          | 出井伸之 | 2007年   | ISBN 978-986-6858-26-0 |      | ISBN 978-4-10-610194-6 |

## 外部連結
- SONY全球 （页面存档备份，存于）
- SONY日本 （页面存档备份，存于）
- 台灣 （页面存档备份，存于）
- 香港 （页面存档备份，存于）
- 中國 （页面存档备份，存于）